# 美食獵人TORIKO角色列表
美食獵人TORIKO角色列表是日本漫畫家島袋光年作品《美食獵人TORIKO》裡全部登場人物的概覽。

## 主要人物
特瑞科（Toriko）
聲優：置鮎龍太郎／近藤隆【Jump Festa版動畫】（日本）；符爽（台灣）
本劇中心人物，「美食四天王」之一，庫克稱他為「四天王中的大胃王」。阿卡西亞與弗洛澤之子，史塔俊的弟弟，與史塔俊是雙胞胎兄弟。
特徵是藍色長髮，左臉有三道爪痕，是個超級大食客，同時也是個超級大酒豪，可以輕鬆吃下超過一百人份的餐點，一口氣飲下酒精濃度高（40%以上）的龍舌蘭酒和波本酒。因為希望隨時都有東西可以吃，所以他家本身就是個糖果屋，家裡的各種設備器具（門把、杯子等）都可以拿來吃。不過因為他的食量太大，幾乎沒幾個月就要重蓋一次房子。讓受委託的美食建築商人累到都失去了笑容。但是就因為本身是個超級愛吃鬼，因此也非常熱衷於美食獵人的工作。據其搭檔—IGO直屬主廚小松表示，目前世界上的30萬種食材有2%（約6000種）就是由特瑞科所發現的，但他的全套菜單進度在四天王中僅比賽普拉快上一些，因為他所嚮往的主菜是美食神當年立於所有食材頂端的GOD，穿著一件緊身肌肉橙色氨綸連身衣，包括緊身氨綸橙色工裝褲，腿上有口袋，深藍色及膝靴，一條黑色腰帶，一件薄款緊身肌肉黑色 T 卹，搭配一件緊身肌肉橙色無袖背心都塞進去了，左臂上還有一個紅色的臂章。
雖然特瑞科外表看起來是一副很會打架的肌肉男的樣子，其實心地很善良且尊重生命。尤其是對為了人類的生存而犧牲了性命的食材，因此他在作美食獵人的工作時，會嚴格遵守「不是為了吃就不殺生，一旦殺生就必須要吃」的自我規範。也因此他對於美食會無意義的殺生會感到極為憤怒。因為體內存在「美食細胞」的關係，每天都必須攝取數十萬大卡以上的熱量，否則就可能讓身體受到嚴重傷害。也因此他幾乎是走到哪裡吃到哪裡。（幾乎沒有他吃了之後覺得難吃的東西，不過一旦他吃了之後不但口中稱讚，還會痛哭流涕甚至肌肉暴跳的話，那就真的是世界頂級的美味了）除此之外，他也很喜歡抽天然菸卷樹枝香煙。（因為菸害防治等理由，動畫版將其刪除）
在四天王中特出的能力是比警犬還靈敏的「嗅覺」，能夠藉此察覺危險和環境的變化。當然也能靠它來尋找珍稀食材。因為不好殺生，一般會先試圖用氣勢進行「威嚇」，讓猛獸退卻而避免發生戰鬥，這時他的背後會浮現類似惡鬼的姿態。四天王中他擅長用自身的怪力進行肉搏戰，常用的招式有穿刺形式的「叉子」和切割用的「刀子」。之後又經由美食細胞的進化，衍生出能夠作遠距離攻擊的「飛叉」和「飛刀」；以及用腳使出，威力因而大增的「腳之飛叉、腳之飛刀」。必殺絕招是將多次拳擊一次擊發的「釘拳」，其厲害之處在於其破壞力會像釘釘子一樣逐步深入中心，只要細胞持續進化，就能打出越多連續拳，威力也會急速上升。他更在「死亡瀑布」中，因為領悟了「直覺」而創造了「雙發釘拳」。雖然其威力很強，但缺點是會造成嚴重肌肉痠痛。
和小松在IGO所委託的「凱拉巨鱷捕獲委託」中認識，從那之後小松便常常和特瑞科一起深入危險區域去獵捕或收集食材。最近在捕獲蔬菜之王「臭氧草」後，兩人正式結為美食獵人和廚師的「搭檔」。另外特瑞科還有個夥伴，是美食競技場中的古代王者「戰鬥狼」所生下的幼仔，特瑞科把牠取名叫「泰利」大陸翻譯-台翻-絨毛。
在「四獸篇」當中，特瑞科的對手是「牙王」, 並以「腳之迴力鏢」和「加農叉」擊倒牠。其後，在對抗「本體」的時候，與四天王的「庫克」、「薩尼」和「賽普拉」一起使用「食慾」，形成出強大的「王食晚餐」，將本體吸收掉，並分成超多塊「肉」給予人間界的人吃。
在「四獸篇」及以後，特瑞科的絕技已經大大升級，能使用極大範圍的「腳之飛刀」、由無數「飛叉」組成的「飛叉加農砲」以及能輕易使出「30連釘拳」、「36連雙重釘拳」, 更研發了更強的招式—「射釘槍」。
在「美食祭典篇」，美食會來襲。特瑞科正式與史塔俊對戰，迅速地以「腳之飛刀」、「飛叉加農砲」、「50連釘拳」、「100連雙重釘拳」、「腳之迴力鏢」重創史塔俊。
在漫畫245話中透露，「實體化」的能力被稱之為「開花」，史塔俊在對峙喬亞時也成功引發出這技能。
在漫畫256話中，統治「美食界」的八個「獸之王」，人稱「八王」被特瑞科的「細胞覺醒」所震撼。根據描述，「八王」只會對擁有「絕對實力」的人起反應，可見特瑞科在與斯塔久一戰之後，美食細胞得到了極緻的昇華。
在漫畫265話中，表示人間界因三虎的殞石香料而陷入寸草不生的地步，IGO的備用食材瞬間也見底了，人們靠著IGO研發的食物藥錠過活。而特瑞科突然間從美食界歸來，伴隨的有小松以及極大量的美食界食材。此時特瑞科的實力相信已經能夠輕易擊敗捕獲等級過千的生物，因而能動一動手掌把極大量的食材化成「食材之雨」，為荒涼的人間界降下一場久旱甘霖。漫畫266話中答應了玲的求婚
漫畫286話據美味仙人「吉集」的話得知特瑞科體內有兩個鬼，紅鬼和青鬼。和得知有另一個胃。
在漫畫291話中，在向眾人表明決定並獲得支持後，決定將AIR當成自己的全套菜單中的沙拉。
漫畫292話中，在特瑞科與「馬王」赫拉克勒斯的「戰鬥」後，特瑞科獲得了完全操縱赤鬼左臂的能力，面對奇襲的NEO，特瑞科瞬間把其中二人分屍，再以「無限釘拳」終結前IGO副會長茂松的性命。與鐵平戰鬥時，運用赤鬼左臂使出了「噴氣式飛叉」、「噴氣式釘拳」將鐵平雙手打斷使其無功而返。後為了搶救小松的性命，與眾人們一同前往「第七大陸」尋求阿卡西亞全套菜單之一的食寶PAIR。現與史塔俊前往第二大陸尋找阿卡西亞全套菜單中的主餐GOD。在其嗅覺能力全開之下，真正的狼王出現在其眼前。同時在小松的傳訊中得知ANOTHER已料理成功。
漫畫362話中，已知體內擁有三種「美食細胞」。但「第三隻鬼」其危險性連青鬼都認為只要一出現，特瑞科身體便會立刻承受不了。三虎曾告知史塔俊，特瑞科的實力連他都不能小瞧，並在之後對峙吞噬NEO的阿卡西亞時告知特瑞科，特瑞科體內的「第三隻鬼」是唯一讓他感到恐懼的存在。打算把NEO加入全套菜單中的肉料理。於395話依約和鈴結婚,並將自己的全套菜單招待眾人。於396話中乘坐磁貝前往宇宙旅行。
第一次角色人氣投票中得到第一名。
| 特瑞科的全餐菜單 |                        |          |                       |
| 菜式             | 食材                   | 捕獲等級 | 目前狀態              |
| 前菜             | BB玉米                 | 35       | 已決定（漫畫第59話）  |
| 湯               | 世紀湯                 | 60       | 已決定（漫畫第99話）  |
| 魚料理           | 鬼貝～遙遠的海味記憶～ | 等級不明 | 已決定（漫畫第362話） |
| 肉料理           | 完象-完結猛瑪象-       | 等級不明 | 已決定（漫畫第394話） |
| 主菜             | GOD                    | 10000    | 已決定（漫畫第388話） |
| 生菜沙拉         | AIR                    | 6200     | 已決定（漫畫第291話） |
| 甜點             | 虹果實                 | 12       | 已決定（漫畫第7話）   |
| 飲品             | 十億鳥的蛋             | 1以下    | 已決定（漫畫第268話） |

| 叉系列基本技                            |
| --------------------------------------- |
| 叉(叉子)                                |
| 飛叉                                    |
| 連射型飛叉                              |
| 腳之飛叉(飛叉腳)                        |
| 飛叉屏障                                |
| 50連飛叉屏障                            |
| 腳之迴力鏢                              |
| 飛叉鎧甲                                |
| 飛叉釘拳                                |
| 70連飛叉釘拳                            |
| 飛叉加農砲                              |
| 惡魔飛叉                                |
| 猿武240兆!!!飛叉屏障!!!                 |
| 噴射機飛叉                              |
| 藍色炙叉                                |
| 腳叉                                    |
| 刀系列基本技                            |
| 刀(刀子)                                |
| 飛刀                                    |
| 連射型飛刀                              |
| 腳之飛刀(飛刀腳)                        |
| 腳之50連飛刀                            |
| 60連飛刀釘拳                            |
| 惡魔飛刀                                |
| 噴射機飛刀                              |
| 噴射機腳刀                              |
| 腳刀                                    |
| 釘拳系列基本技                          |
| 串肉拳                                  |
| 釘拳                                    |
| 2連釘拳                                 |
| 3連釘拳                                 |
| 5連釘拳                                 |
| 一點集中5連冰椎釘拳貫穿吧               |
| 6連釘拳                                 |
| 7連釘拳                                 |
| 10連釘拳                                |
| 12連釘拳                                |
| 13連釘拳                                |
| 13連冰鑚釘拳                            |
| 15連釘拳                                |
| 17連釘拳                                |
| 17連音速釘拳                            |
| 18連釘拳                                |
| 30連釘拳                                |
| 36連雙重釘拳                            |
| 50連釘拳                                |
| 100連釘拳                               |
| 100連雙重釘拳                           |
| 雙重釘拳                                |
| 腳之釘踢                                |
| 閃彈釘拳                                |
| 噴射機釘槍                              |
| 噴射機拳                                |
| 「∞」無限「釘拳」                       |
| 猿武!!!∞釘拳!!!                         |
| 射釘槍                                  |
| 合體技                                  |
| 劇毒飛叉                                |
| 猿武!!!四天王正拳!!!                    |
| 猿武!!240兆!!!四天王超音波音爆切割機!!! |
| 猿武240兆!!!四天王黴菌槍亂武!!!         |
| 其它基本技                              |
| 點穴                                    |
| 芬多精                                  |
| 威嚇                                    |
| 消命                                    |
| 自噬作用                                |
| 身體顫抖                                |
| 直覺                                    |
| 食義                                    |
| 食沒                                    |
| 王食晚餐                                |
| Ultimate Routine(極致的臆斷)            |
| 魔王的嗅覺                              |
| 道具                                    |
| RIGHTER SUITS                           |
| 點穴槍                                  |
| 特製鼯鼠衣                              |
| 美食信用卡(黑卡)                        |
| 閃電鳳凰羽毛                            |
| 擴音石                                  |
| 捕獲等級測量器Masure tong               |
| 攜帶型食物調理機                        |
| riddle chapter                          |
| 化身羽衣                                |
| 療水                                    |
| 命球                                    |

小松（Komatsu）
聲優：朴璐美／岸尾大輔【Jump Festa版動畫】（日本）；劉如蘋（台灣）
特瑞科的搭檔。IGO直屬五星級飯店「HOTEL GOURMET」主廚。是個個頭矮小的少年廚師，在處理食材上擁有優秀的專注力和純熟俐落的刀法，夢想是成為美食時代中的一流廚師。和特瑞科在IGO所委託的「凱拉巨鱷捕獲委託」中認識，才剛見面就被特瑞科超人般的力量所折服，因為想親自感受「活生生」的食材而一同前往危險區域－「帕隆群島」。之後更因特瑞科輕易的擺平了在他眼中有如恐龍般的巨鱷而對美食獵人像是冒險般的工作更為著迷，在往後無數獵捕食材的旅程中都隨行，主要是將特瑞科捕獲到的食材加以烹調。
雖然就戰鬥力而言小松可以說是作品中最弱的主要角色，但是他對身邊的人事物都抱持著真切的情感。面對身懷劇毒而被列為危險生物的庫克，小松也能坦然的和他相處便是一例。也正因為如此，雖然對一個廚師來說，小松目前資歷還很稚嫩，但是卻擁有「美食國寶」節乃婆婆口中第一等廚師才擁有的「傾聽食材之聲音」的能力。這項才能在小松歷經了冰之大陸的磨練後開始展現，最後憑著這個能力僅僅使用了三個月便完成了連節乃婆婆都未能完成的夢幻食材「世紀湯」。不但讓HOTEL GOURMET升級為六星級，他自己也因此名聲大噪。並在成功完成「藥膳年糕」的料理簡化法，救了全人類後成功的成為世界廚師排名第88名。
擁有一把由二代梅爾克所制以龍王「迪羅烏斯」的牙齒加工的「梅爾克菜刀」，此刀無比鋒利，只是輕輕一揮就能斬裂地板，揮刀時甚至會出現「迪羅烏斯」的影子。
夥伴是一隻窩魯企鵝的幼崽，由於牠的叫聲，小松將牠取名為「悠悠」。
在「四獸篇」至「美食祭典篇」期間學懂「暗技－甦醒菜刀」並在特瑞科與史塔俊決戰後以此技能為兩者療傷。最後被史塔俊給帶走，就連喬亞也希望得到小松，而且在被抓到美食會之後用普通食材親手做的料理讓連品嘗世紀湯嘴角都沒有半點上揚的三虎開懷大笑下返回人間界，可見小松確實有特殊潛力。
而後被特瑞科接了回來，一行人再度重逢，並在美食界一同生活一年半，隨後帶同一大堆食材返回人間界，後又與四天王一同前往第八大陸捕獲及料理AIR，最後因體內的美食細胞惡魔在最關鍵時候出現令其成功將AIR完美料理成功，與聚人一同享用AIR時，卻因一時大意之下被假裝被喬亞控制的鐵平突襲抽走心臟成瀕死狀態。
後在特瑞科等人的努力及被完美料理的食寶PAIR幫助下，心臟回歸於身體，同時擁有進入食靈之門的資格。
在特瑞科與狼王交戰中傳訊通知其已將ANOTHER料理成功，在裡世界中，因為擁有傾聽食材之聲音的能力，將ANOTHER的時間由六十萬年縮短至幾十年。
在永久廚房的第一料理場中完美地重現真正的AIR料理法。
361話被帶同除GOD以及Center以外的阿卡西亞餐單與四天王以及史塔俊於裡世界享用。
362話打開金罐頭並將其加入特瑞科全套餐單中的魚料理。
369話被GOD吞進肚子，料理完GOD之後在布蘭奇的接應之下逃離現場，雖然期間遭到NEO的攻擊，但是在食運的保護之下並沒有受傷。
在「美食篇」後，小松的實力得到了超提升，其實力足以讓他成為世界上前十位的廚師，所隸屬的HOTEL GOURMET也一躍升級為十星級。
第一次角色人氣投票中得到第三名。
| 基本技             |
| ------------------ |
| 暗技「甦醒菜刀」   |
| 道具               |
| 獵槍               |
| 特瑞科拉砲         |
| 美食收集箱TO1000   |
| 氧氣瓶             |
| 氧氣面罩（氧氣葉） |
| 美食背包1萬公升用  |
| 筆記               |
| 蛙鏡               |
| 防彈裝             |
| RIGHTER SUITS      |
| 梅爾克菜刀         |
| 梅爾克星塵         |
| 磨刀石圍裙         |
| 磨刀石靴           |
| 平板               |
| 化身羽衣           |
| 療水               |
| 命球               |

庫克（Coco）
聲優：櫻井孝宏／真殿光昭【Jump Festa版動畫】（日本）；于正昇（台灣）
「美食四天王」之一，特瑞科稱他為「四天王中最溫柔的男人」。美食獵人兼占卜師，占卜準確率高達97%。
擁有四天王中最為優秀冷靜的頭腦，搭配上需要靠智慧去運用的「劇毒」能力，其戰鬥實力連特瑞科都不得不佩服。在自然界中存在著成千上萬種毒，美食獵人通常會以人工注射微量毒素的方式，在體內形成「抗體」來應付遭遇到有毒生物的狀況。特瑞科身上約有70種抗體，但是庫克身上卻多達500種以上。據本人所言能忍受常人無法忍受的毒素劑量，也因為短時間內注射了大量的毒素，眾多的毒素在他體內結合產生了更強的「猛毒」，甚至讓他成為許多生物都不敢靠近的「毒人」。因此庫克平常都穿著的很密實，連頭和頸部都包著一層厚布，主要就是為了避免傷害到他人。穿著緊身連身衣是為了抑制血液循環，避免毒素從體內噴出。而且為了不讓體內的毒失控他總是滴酒不沾以維持意識清醒（睡覺時也得維持某種程度的清醒）。但是因為體內的毒，他曾經被IGO進行危險生物隔離管束，也常會被毒物學家糾纏，因而有很長一段時間放下美食獵人的工作，靠著自己的另一項才能替人占卜為生。
在四天王中特出的能力是極其發達的「視覺」，因為天生眼球中的「椎體細胞」和「視細胞」的數量遠遠超越一般人，因此庫克能夠看到紅外線、紫外線等普通人無法看到的電磁波。他也用這種能力觀察生物或非生物散發出的電磁波來進行占卜，甚至還能看見生物的「死相」。使用「威嚇」時背後會浮現類似幽靈或喪屍的姿態，因為本身的劇毒雖然能遠距離發射，但是速度較慢，面對行動敏捷的猛獸或敵人時不易命中。所以庫克仰賴自己過人的視力捕捉對手的死角或是破綻再用毒攻擊。常用的攻擊技有射出微量毒液的「毒槍」、加強版的「毒砲」，攻防一體的「毒裝束」以及既能砍殺又能投毒的「毒劍」。最強絕招是能製造出硫化氫和王水等毒中之毒的「毒地獄」。此外在製成如此多的抗體後，庫克的免疫系統也因此進化，能夠在中了沒有抗體的毒的當下立即解析毒素成分自製抗體。但是因為毒是用自身血液等體液為原料製成，如果使用過度會造成貧血、脫水，甚至生命危險。這算是庫克最大的弱點。
和其他三位四天王是從小一起在IGO會長的調教下磨練成一流美食獵人的夥伴兼對手。不過自從改行當占卜師後就很少連絡，直到特瑞科找上他一起去獵捕「河豚鯨」之後才又燃起對美食獵人這份工作的熱情。對於坦然接納自己的小松抱有相當的感激和好感，因此不是很贊成他和特瑞科一起去獵捕食材。他的夥伴（兼家人）是他從雛鳥開始養育到現在，在人間界已經絕種的珍稀飛禽「帝王烏鴉」基斯。和特瑞科一樣嚮往美食神當年的全套菜單，只是他所預定的是飲品ATOM。
「美食祭典篇」中，庫克的對手是美食會的格林帕吉，庫克遭到苦戰，並在漫畫236話裡陷入了生死不明的局面。
「美食祭典篇」中「隕石香料」無差別轟炸之後，庫克回歸，但身體的毒都被格林帕吉吸光（這也使庫克對格林帕吉的身體構造和免疫系統感到驚嘆），頭髮變成白色。此外，庫克表示他與格林帕吉戰鬥之中掉落到「接近地球的核心」，發現了散發出美食細胞力量的「岩石」，並估算「美食界」形成的由來是因為「太空隕石」的美食細胞生長。
現在正在第三大陸尋找ATOM。
在漫畫374話中與薩尼、賽普拉跟喬亞展開戰鬥，被喬亞的菌打到只剩零星的食慾。
第一次角色人氣投票中得到第二名。
| 庫克的全餐菜單 |              |          |                       |
| 菜式           | 食材         | 捕獲等級 | 目前狀態              |
| 前菜           | 沙漠俘虜之花 | 2500     | 已決定（漫畫第321話） |
| 湯             | 小龍之淚     | 21       | 初登場早已決定        |
| 魚料理         | 布雷奧旗魚   | 18       | 初登場早已決定        |
| 肉料理         | G2火鳥       | 25       | 初登場早已決定        |
| 主菜           |              |          | 未決定至完結          |
| 生菜沙拉       | 真番茄       | 12       | 初登場早已決定        |
| 甜點           | 多姆洛果實   | 30       | 初登場早已決定        |
| 飲品           | ATOM         | 7000     | 已決定（漫畫第362話） |

| 基本技                                  |
| --------------------------------------- |
| 毒裝束                                  |
| 毒砲                                    |
| 毒槍                                    |
| 毒膜                                    |
| 毒劍                                    |
| 毒地獄                                  |
| 妨礙毒                                  |
| 王水                                    |
| 劇毒鎧甲                                |
| 熱毒                                    |
| 劇毒人偶                                |
| 毒弓                                    |
| 劇毒病毒                                |
| 黴菌槍                                  |
| 劇毒機關槍                              |
| 黴菌槍!!!機關槍!!!                      |
| 惡魔劇毒                                |
| 王食晚餐                                |
| 熱毒砲                                  |
| 劇毒迴力鏢                              |
| 劇毒濃霧                                |
| 生命毒                                  |
| 毒傘                                    |
| 劇毒水滴                                |
| 劇毒飛叉                                |
| 猿武!!!劇毒機關槍!!!                    |
| 中和菌                                  |
| 合體技                                  |
| 猿武!!!四天王正拳!!!                    |
| 猿武!!240兆!!!四天王超音波音爆切割機!!! |
| 猿武240兆!!!四天王黴菌槍亂武!!!         |
| 道具                                    |
| 纜繩                                    |
| 點穴槍(超感應型)                        |
| 捕獲等級測量器Masure tong               |
| 化身羽衣                                |
| 療水                                    |

薩尼（Sunny）
聲優：岩田光央／鈴村健一【Jump Festa版動畫】（日本）；黃天佑（台灣）
「美食四天王」之一，特瑞科稱他為「四天王中最挑食的男人」。
擁有不同髮色的美男子，雖然是個美男子但他是個自我中心主義者，性格相當神經質，對噁心的東西甚至食材都會擺厭惡的表情或退避三舍，不管吃飯、戰鬥都追求「優雅」和「華麗」，在飲食方面講究食材混搭的「調和」，只要遇上了覺得不美的生物就完全不想出手，在特瑞科第一次進入美食界前，便進去過美食界，結果險些身亡，所幸及時被與作救回。和特瑞科一樣嚮往美食神當年的全套菜單，只是他所預定的是甜點EARTH。
在四天王中特出的能力可以把髮梢在周圍張開形成伸縮自如的「觸覺」，粗細是頭髮的千分之一約0.1微米，一根髮絲的拉力是250公斤，是全世界最細也是最堅韌的，凌駕於手的觸覺機能的感應器，被薩尼的觸覺摸過的人等同於被他舔過一樣。此外，每個顏色不同的頭髮感覺點都各有不同，例如能測量水溫的藍色頭髮「冷點」、粉色頭髮「溫點」、綠色頭髮「壓點」、白色頭髮「痛點」等，薩尼的頭髮平時的射程距離是半徑25米（5萬根髮絲），敵人一旦誤入了薩尼的「觸覺範圍」（特瑞科稱「餐廳廚房」）之內，就只有被料理的份，這能力卻不是一定所向無敵，一來是如果力量提升，射程距離相對就會變短，在面對遠距離的敵人時薩尼就必須減少髮絲的數量來增加射程距離，二則是由於每根連著神經的髮絲在會不斷累積戰鬥時的外在疲勞和傷害，持續使用會導致身心疲勞，只要超過使用的許可範圍內就會無法使用觸覺的時間帶，是薩尼唯一的弱點。生氣/戰鬥時,身後會出現帥氣的巨大髮魔，常用的招式為將所有物理攻擊以同樣的力量反彈回去的「煎鍋回轉」，透過在「三途之川」的修行，現已進化成能數倍反彈的「超級煎鍋回轉」和「5倍超級煎鍋回轉」，其他絕招以髮絲型成網狀接住物體的「髮網」，把進入觸覺範圍內的敵人以髮絲鎖住的「髮鎖定」，將攻擊用髮絲誘往別處的「誘導彈」，最強絕招是以20萬根頭髮化成的髮魔使出強力一擊的「20萬根的髮拳」。
修行期間得到被稱為「眾蛇之母」的母王蛇幼仔-女王克茵，目前成為他的新家人。為了進入美食界，接受與作的建議，前往三途之路向愚衛門求教，對直覺進行訓練後，將髮絲的威力大大提升。
他在四獸之戰後學會「魔王之髮」。
「美食祭典篇」中，薩尼的對手是多米洛特。在多番激戰之後，薩尼成功以「魔髮提線木偶」控制了多米洛特的身體，最後以「魔王之髮」將多米洛特完全吸收掉。
現在正在第四大陸尋找EARTH，後透過與作的指點得以尋找到EARTH。
第一次角色人氣投票中得到第六名。
| 薩尼的全餐菜單 |              |          |                       |
| 菜式           | 食材         | 捕獲等級 | 目前狀態              |
| 前菜           | 美膚魚子醬   | 30       | 初登場早已決定        |
| 湯             | 貴族海鰲蝦汁 | 19       | 初登場早已決定        |
| 魚料理         | 美白鮪魚     | 25       | 初登場早已決定        |
| 肉料理         | 完美牛       | 21       | 初登場早已決定        |
| 主菜           | 寶石之肉     | 48       | 已決定（漫畫第54話）  |
| 生菜沙拉       | 糯米豆芽     | 15       | 初登場早已決定        |
| 甜點           | EARTH        | 6100     | 已決定（漫畫第362話） |
| 飲品           | 貴族龍鱗酒   | 35       | 初登場早已決定        |

| 基本技                                  |
| --------------------------------------- |
| 煎鍋回轉                                |
| 超級煎鍋回轉                            |
| 5倍超級煎鍋回轉                         |
| 30倍超級煎鍋回轉                        |
| 髮網                                    |
| 髮鎖定                                  |
| 開放式廚房纏住他髮鎖定                  |
| 髮點穴                                  |
| 誘導彈                                  |
| 20萬根的髮拳                            |
| 觸覺手術                                |
| 髮筏                                    |
| 髮引導                                  |
| 髮刀                                    |
| 髮傀儡                                  |
| 超級髮射擊                              |
| 髮龍捲風                                |
| 髮串刺                                  |
| 魔王之髮                                |
| 王食晚餐                                |
| 遠程髮                                  |
| 髮小丑                                  |
| 髮羽翼                                  |
| 魔王的嘔吐物                            |
| 魔王煎鍋回轉                            |
| 魔王之拳                                |
| 髮巨蛋                                  |
| 240兆!!!超級煎鍋回轉!!!                 |
| 合體技                                  |
| 髮&音波金臂勾!!!!                       |
| 猿武!!!四天王正拳!!!                    |
| 猿武!!240兆!!!四天王超音波音爆切割機!!! |
| 猿武240兆!!!四天王黴菌槍亂武!!!         |
| 道具                                    |
| 捕獲等級測量器Masure tong               |
| 化身羽衣                                |
| 療水                                    |

賽普拉（Zebra）
聲優：松田賢二（日本）；陳幼文／黃天佑【跨作品合作特別篇】（台灣）
「美食四天王」之一，特瑞科稱他為「四天王中的問題兒童」以及「最強的四天王」。
長相恐怖，左側嘴到臉頰部分有個很大的裂痕（大到牙齦外露），最討厭的事就是說謊與得意忘形，沒耐心又愛找人吵架的的個性使得同是四天王的庫克和薩尼都拒絕與他往來。酒量很差，一喝醉就會亂唱歌。拉卜所長的賀爾蒙攻勢對他沒有效果，因為他下意識地以「直覺」用強悍地精神力抵消了賀爾蒙的作用。曾被鐵平和與作逮捕而在「美食監獄-哈尼監獄」服刑，之所以會被逮捕是因為他那殘暴的個性和可怕的食量導致26個危險物種絕種，賽普拉的出獄對全世界造成了千兆元的經濟損失及無數恐怖的天災，但相對的，一些國家為商討如何防範他而紛紛停止戰爭，長年受戰爭所苦人民因此將他視為救世主。目前以發掘100個新物種以及捕獲500名重刑罪犯的條件下被釋放出來，和特瑞科跟小松前往尋找甘醇可樂。在吃過小松的料理後希望他能成為自己的伙伴，因此接受小松提出完成自己人生的全套菜單後和特瑞科做比較的提議。
在四天王中特出的能力是異於常人的「聽覺」，他被稱為「地獄耳」的耳朵能聽到數十公里以外的硬幣掉落的聲音，曾在出獄時殺了之前偷偷說他壞話的犯人，他的「聲音」具有毀滅性的破壞力，能輕鬆秒殺監獄外捕獵等級60以上的魔獸，擅長使用聲音來攻擊或跟離自己很遠的人「聊天」，絕招有將內部回音拋上天後再如落雷般降下殺死對手的的「閃電噪音」，威力等同原子彈的「音爆飛彈」，將聲音化為利刃切裂對手的「一刀音爆切割機」，以超音波找出讓猛獸厭惡和恐慌聲音的「弱點之音」等，還有用來防禦敵人攻擊的「音璧」和「聲音鎧甲」，最強絕技是將死相轉化為聲音的「死音」，據說幾乎沒有一個生物接了此招後還能存活下來，但最大缺點是喉嚨有段時間會發不出聲音，因此他為自己發明了一套獨特的手勢。在喉嚨沙啞無法發出聲音攻擊的狀態下，就會轉用肉搏戰的方式持續到聲音回復為止，是四天王中目前唯一會使用兩種不同攻擊手段的人。
但是在「四獸篇」以後，實力以極其大幅度上升，在「美食祭典篇」中美食會派了數百隻鹼水獸來襲，一隻鹼水獸已經令到達瑪拉司凱13世、猶塔、千流等前列廚師難以招架，但是現時賽普拉已經可以毫不費力地運用「死音」，把數百隻鹼水獸全部殺死。
戰鬥和使用「威嚇」時背後會浮現黑色的妖魔姿態（也可說是死神或是吸血鬼）。達摩駿馬是他的家人，也是他的坐騎。
「美食祭典篇」中，賽普拉並沒有固定的對手，他對抗的是美食會、NEO及其首領喬亞，但不幸被被喬亞操縱的鐵平的再生種子生出的樹根纏住而無法戰鬥。「美食祭典篇」後，賽普拉是受傷最輕的四天王成員。於第五大陸捕獲NEWS。
第一次角色人氣投票中得到第四名。
| 賽普拉的全餐菜單 |                |          |                       |
| 菜式             | 食材           | 捕獲等級 | 目前狀態              |
| 前菜             | 鬼神內臟       | 91       | 已決定（漫畫第175話） |
| 湯               | 赤道湯         | 87       | 已決定（漫畫第175話） |
| 魚料理           | ANOTHER        | 7800     | 已決定（漫畫第362話） |
| 肉料理           | BBQ島          | 等級不明 | 已決定（漫畫第175話） |
| 主菜             |                |          | 未決定至完結          |
| 生菜沙拉         | BB彈鼠婦       | 1750     | 已決定（漫畫第307話） |
| 甜點             | 達摩仙人的貢品 | 等級不明 | 已決定（漫畫第175話） |
| 飲品             | 甘醇可樂       | 92       | 已決定（漫畫第141話） |

| 基本技                                  |
| --------------------------------------- |
| 音彈                                    |
| 閃電噪音                                |
| 弱點之音                                |
| 超音波定位(迴聲地圖)                    |
| 超音波定位魚群探測機                    |
| 咆哮彈                                  |
| 音璧                                    |
| 音波機關槍                              |
| 流星噪音                                |
| 碳酸鎧甲                                |
| 聲音鎧甲                                |
| 毒音鎧甲                                |
| 死音                                    |
| 一刀音爆切割機                          |
| 音爆飛彈                                |
| 音爆火箭炮                              |
| 音爆流星群                              |
| 音爆炸裂                                |
| 音爆噴射機                              |
| 音爆壓縮機                              |
| 音爆手指虎                              |
| 音波拳                                  |
| 聲音救生衣                              |
| 音速移動                                |
| 王食晚餐                                |
| 聲音噴火                                |
| 聲音木栓                                |
| 連鎖炸彈                                |
| 音爆雷射                                |
| 超音波音爆切割機                        |
| 超音波音爆切割機!!!村雨                 |
| 死神之拳                                |
| 猿武!!!音波拳!!!                        |
| 爆炸反響之音!!!                         |
| 240兆!!!音璧!!!                         |
| 死亡之指                                |
| 合體技                                  |
| 髮&音波金臂勾!!!!                       |
| 猿武!!!四天王正拳!!!                    |
| 猿武!!240兆!!!四天王超音波音爆切割機!!! |
| 猿武240兆!!!四天王黴菌槍亂武!!!         |
| 道具                                    |
| 捕獲等級測量器Masure tong               |
| 療水                                    |

###### 寵物
絨毛（泰利·克洛斯）
亦稱泰利，在IGO競技場被GT機體殺害之戰鬥狼克隆體的幼狼遺孤，後來被特瑞科給收養。會取「絨毛」這個名字是因為牠的長毛像毛巾一樣鬆軟，擁有「古代王者」鬥狼末裔的優越素質。
喜歡吃BB爆米花。曾與基斯跟克茵一同接受猿王班比納的指導。繼承美食界八王的基因，成長飛速，特瑞科也驚訝於它的潛力。
第396話回到狼群參與競爭八王寶座。
第一次角色人氣投票中得到第五名。
歐布忠犬龍
主角特瑞科的寵物，對於強者才會屈服的一種生物。偶爾登場-平時是特瑞科出遠門的看門犬。
窩魯企鵝
聲優：金田朋子（日本）
小松取名為悠悠（動畫為優（ユン）取其叫聲）的動物搭檔。不過中文動畫叫聲不一樣。起初在冰地獄尋找世紀湯的特瑞科和小松碰面，原本小松要將悠悠還給牠的雙親。但是他發現悠悠的雙親被美食會的組織幹部多米羅特所殺的經過後不得不收養牠。悠悠的唾液是小松完成世紀湯的關鍵。由於窩魯企鵝瀕臨絕種，小松為了窩魯企鵝不被濫捕而沒有公開食譜和申請世紀湯的專利。
第一次角色人氣投票中得到第七名。
基斯（キッス）
被四天王庫克收養的帝王邪神鴉。曾與絨毛跟克茵一同接受猿王班比納的指導。
- 百葉窗之羽

克茵
被四天王薩尼收養的女王巨蛇。曾與絨毛跟吉斯一同接受猿王班比納的指導。
達摩駿馬
賽普拉跟達摩仙人借來的坐騎，美食界第八大陸：「馬王山丘」的居民之一，外型像是巨大的斑馬，只是其鬃毛為金色的，並且眼睛為紅眼，體型能與四獸抗衡，是在「四獸篇」中唯一沒有參與戰鬥的夥伴，其光是噴氣就足以使絨毛、基司、克茵對其警戒，相較起馬王體型偏巨大，賽普拉後來歸還給達摩仙人。

## IGO
國際美食機構。

### 高層幹部
一龍
聲優：堀內賢雄（日本）；陳幼文（台灣）
IGO會長。美食神阿卡西亞晚年所收的三個弟子之中的頭號弟子（另外兩人是點穴大師次郎，美食會會長三虎)，同時也是美食四天王的師父，在美食時代是領袖級的人物，作為外交工作，各國首領皆會要求私下會面，是相當有影響力的人。 是繼美食神阿卡西亞後的世界最強,能夠一只手指接下特瑞科的十三連釘拳。在跟美食會會長三虎會面的時候，能夠輕易破解來自美食會各人的攻擊,實力實在不可估量。為了完成師傅阿卡西亞全套菜單中的沙拉「air」而委託初代梅爾克替他打造菜刀。
在美食祭典舉行期間，一龍與三虎也展開了世紀大戰，一龍戰敗。大戰之中，一龍和三虎都展現了自己的實力。一龍的能力像是「引力」，但實際上是一種「控制特定原子的力」，並根據「平方根法則」所運行的能力，簡單來說他能夠操縱所有生物的原子，例如一龍以能力使三虎的攻擊偏離了目標(即一龍)，以及一龍能夠自己操縱梅爾克為他製造的菜刀及飛行。
除此之外，一龍更擁有像特瑞科「刀」、「叉」的技能－「筷子」，能夠使出「剔牙箸」、「箸砲」等應用技，以拑制各種生物及三虎的「飢餓之舌」的攻擊。在漫畫248最後一幕，一龍準備使出名為「少數派結界」的技能。此技能能讓範圍內所有物質內的少數派原子獲得主導權，使其性質改變，生物也會因維生的器官全數｢反向運作｣而死。
漫畫249話，面對因｢少數派結界｣而瀕死的三虎，一龍以｢奧義•單根箸｣使出最後一擊。卻被以｢自殺｣方式抵消｢少數派結界｣的三虎以｢飢餓空間｣重傷。
漫畫254話，一龍使出最強奧義｢萬膳•王食箸｣，但被三虎輕易擋下，並被|｢飢渴之舌｣|貫穿胸膛。在漫畫256話中將|佛洛塞|死亡的真相告訴三虎後，被藍魈(代號AIR)殺死(動畫未死)。
漫畫267話，四天王、現任IGO會長曼沙姆、所長鈴與小松在被庫克稱為「美食界的休息室」中找到了一龍的全餐菜單中的主菜－寶箱中的「十億鳥」之蛋。及後，四天王他們與一眾廚師在第一生物棲地內「第17號栽培場」中開啟寶箱，利用特瑞科的經驗和徠布貝亞拉的「知識」得知，「十億鳥」為無限產蛋之鳥，配合一龍的全餐菜單中其他食材，能夠為人間界提供「無限食材」。可見，一龍的全餐菜單似乎是為終有一天的人間界飢荒而設定的。
根據漫畫267話，要讓「十億鳥」無限繁殖，便先需把「百萬樹的種子」加以「僧帽水母之淚」的汁液生長成「百萬樹」，然後種下「公主稻之種」，以「殿下年糕丁」給予養分使其生長成稻草，將稻草放在樹冠上形成特殊鳥巢。當「十億鳥」之蛋孵化後，先給牠吃「御手洗昆布」，讓牠長大，再給以「平安蟲」吃「脫水蘭蘭瓜」使其長成成蟲，給予「十億鳥」喂食。此時的「十億鳥」已經做好下蛋的準備，只要給予一定程度的驚嚇，便能夠無限下蛋，並使所有蛋馬上孵化。
後得知最強的美食惡魔「咚‧史萊姆」曾寄宿在一龍會長體內過。目前被閻魔大王告知咚‧史萊姆其魂魄不知所蹤,後來雖然被咚‧史萊姆找到了其魂魄,但是拒絕復活。
在395話以食靈的身分前來參加特瑞科的婚禮。
| 菜式     | 食材             | 捕獲等級 |
| 前菜     | 「百萬樹」的種子 | 等級不明 |
| 湯       | 僧帽水母之淚     | 等級不明 |
| 魚料理   | 御手洗昆布       | 等級不明 |
| 肉料理   | 平安蟲           | 等級不明 |
| 主菜     | 十億鳥           | 1以下    |
| 生菜沙拉 | 公主稻之種       | 等級不明 |
| 甜點     | 脫水蘭蘭瓜       | 等級不明 |
| 飲品     | 殿下年糕丁       | 等級不明 |

| 基本技         |
| -------------- |
| 執箸巡城       |
| 定海神針       |
| 剔牙箸         |
| 少數派世界     |
| 手握箸「箸砲」 |
| 亂箸           |
| 奧義「單根箸」 |
| 萬膳「王食箸」 |
| 道具           |
| AIR的菜刀      |

茂松
原IGO副會長。請參見#NEO（神秘組織）。
曼沙姆
聲優：小杉十郎太（日本）；陳幼文／宋克軍【跨作品合作特別篇】（台灣）
IGO No.3的權力者，IGO開發局長兼美食研究所所長，地位僅次於一龍，在茂松叛變後成為IGO實際上的副首領。55歲(第一章)→59歲(第二章)。留著一小撮鬍子的光頭大叔，頭上的螺絲釘是用來固定點穴，使痛覺麻痺並對身體施加各種效果。常聽錯別人的話，甚至在有人叫他名字的時候他都會說「什麼？你是說我帥嗎？」（註：「曼薩姆」與日文「帥」同音）。
愛酒成痴，他的料理都是帶有酒精的食材，甚至用酒澆傷口都可以瞬間復原，絕招是用堅硬的拳頭痛毆對手的「煎鍋拳」，在憤怒到極點的時候背後會顯現類似阿修羅的巨大鬼神，他的全餐菜單每個捕獲等級都超過20～30以上，而且都跟酒有關。
過去曾經是某個名不見經傳的盜賊團的其中一名，當遇到時任的會長一龍並且交手之後第一次感覺不敵，就在感召下放棄盜賊團團員身分，決定跟隨會長。
夥伴是隻名為利奇的惡犬豹，喜歡落葉聖代。在第二部美食界篇實已變成IGO會長。
| 菜式     | 食材       | 捕獲等級 |
| 前菜     | 酒盜田螺   | 28       |
| 湯       | 酒貝湯     | 25       |
| 魚料理   | 酒神鯊     | 31       |
| 肉料理   | 酒亂牛     | 30       |
| 主菜     | 酒神龍     | 37       |
| 生菜沙拉 | 酒神洋蔥   | 15       |
| 甜點     | 酒豪香瓜   | 19       |
| 飲品     | 酒神鯨潮紅 | 33       |

| 基本技           |
| ---------------- |
| 煎鍋拳           |
| 煎鍋拳「三明治」 |
| 通緝拳           |
| 道具             |
| 點穴槍           |

### 局長
烏曼梅田
原IGO事務局長。請參見#NEO（神秘組織）。
格拉斯
聲優：小池謙一（日本）
IGO法務局長，被烏曼梅田殺死。
瓦恩
聲優：吉開清人（日本）
IGO管理局長，被烏曼梅田殺死。
武流
IGO財政局長，被烏曼梅田殺死。
奈羅特
IGO新聞局長，被烏曼梅田殺死。
雷
聲優：遠近孝一（日本）
IGO防衛局長。美形的青年。

### GOURMET7
簡稱G7，IGO主要加盟國裡被選拔出來7個味覺大師，美食祭典篇時證實有數名已被喬亞控制。
帕奇
聲優：梅津秀行（日本）；符爽（台灣）
「G7」之一。未被喬亞控制。
亞波隆
聲優：岩崎征實（日本）
「G7」之一。未被喬亞控制。
其德
「G7」之一。未被喬亞控制。
派諾密
「G7」之一。未被喬亞控制。
諾馬契
「G7」之一。被喬亞控制。請參見#NEO（神秘組織）。
託波
「G7」之一。被喬亞控制。請參見#NEO（神秘組織）。
亞蒙
「G7」之一。被喬亞控制。請參見#NEO（神秘組織）。

### 其他職員
鈴
聲優：田野麻美（日本）；劉如蘋（台灣）
IGO專屬的猛獸馴獸師，美食四天王薩尼的妹妹。使用兩手腕上的放射器放出各種香水來操控猛獸們的想法。
暗戀著特瑞科，為了學特瑞科自己在臉上留疤但是劃錯邊又怕痛，所以右臉上只有一條疤，非常羨慕他和絨毛的友好關係，講話句末總帶著特殊的語調。於獵捕利卡爾猛犸象篇中，險些死於美食會副主廚史塔俊之手。
在第二章的美食界篇中已成為IGO開發局長兼美食研究所所長，能大膽的請求特瑞科娶她為妻，特瑞科已答應其請求。395話和特瑞科結婚，並在婚禮上以特瑞科的全套菜單招待。
| 菜式     | 食材                       | 捕獲等級 |
| 前菜     | 跟特瑞科一起吃的杏仁       | 等級不明 |
| 湯       | 跟特瑞科一起喝的玉米濃湯   | 等級不明 |
| 魚料理   | 跟特瑞科一起吃的鹽烤鮭魚   | 等級不明 |
| 肉料理   | 跟特瑞科一起吃的炸雞       | 等級不明 |
| 主菜     | 跟特瑞科一起吃的飯糰       | 等級不明 |
| 生菜沙拉 | 跟特瑞科一起吃的馬鈴薯沙拉 | 等級不明 |
| 甜點     | 跟特瑞科一起吃的蘋果派     | 等級不明 |
| 飲品     | 跟特瑞科一起喝的柳橙汁     | 等級不明 |

| 基本技                    |
| ------------------------- |
| 超級鬆弛香水              |
| 超強力腦內啡              |
| 落雷薄荷香水              |
| 惡魔榴槤香水              |
| 香水砲etc                 |
| 戰香水                    |
| 超級體香煙霧              |
| 國王凗眠香水              |
| 香水利劍                  |
| 胡椒鹽噴霧                |
| 道具                      |
| 獵捕等級測量器Masure tong |

約翰內斯
聲優：川田紳司（日本）；黃天佑（台灣）
第一章是IGO開發局食品開發部長，第二章是IGO開發局長。
艾魯波
聲優：高口公介（日本）
IGO防衛局管理・第18關口監視長。
特羅
特別美食機動隊隊長，曾當過美食獵人。擁有豐富的經驗，在洞窟沙灘入口被GT機體殺害。
馬利林
聲優：岩崎征實（日本）
美食競技場司令本部的總司令官。
史密斯
聲優：利根健太朗（日本）
HOTEL GOURMET總經理。

### 第0生物棲地
IGO位於美食界的據點，兼具監視魈動向和研究、開發食材的重要工作，是IGO的極密設施，工作人員不滿20人，但無一不是會長一龍親自委任的實力派，個個都有安然進出美食界的能為，平時也是各領域的菁英份子，為因應美食日蝕，全數隨一龍進入美食界，準備和美食會開戰。
與作
聲優：銀河萬丈（日本）；陳幼文（台灣）
55歲(第一章)→59歲(第二章)。擁有「紅色再生獵人」的英名的精英再生獵人，通稱「滿身是血的與作」。是鐵平的師傅，本領高強的再生獵人，曾和鐵平一起抓住澤布拉，具有破天荒的個性及打破各種世間準則的原則,同時是個會遵守約定的耿直男人，IGO第0局的職員，正接受一龍的委託進行「EARTH」的再生，遭到魈攻擊而生死不明，從薩尼和塞普拉的對話得知應該沒有死亡。
| 基本技     |
| ---------- |
| 甦醒衝擊   |
| 樹木拳     |
| 唾液漿糊   |
| 道具       |
| 再生之種   |
| 治湯凍     |
| 治療鬱金香 |
| 藥蜂       |
| 血蟲       |
第一代梅爾克
聲優：中博史（日本）；林谷珍（台灣）
72歲(第一章)→76歲(第二章)。受IGO會長委託打造了料理美食神阿卡西亞的沙拉「AIR」所需要用到的菜刀，由於需要花費大量時間打造，因而將研磨工作交給第二代。說話音量極小，導致世人和二代梅爾克的誤會。同時也是IGO第0局的職員，和亞塔希諾聯手對付三虎帶來的兩頭猛獸。目前人在妖食村，在之前和美食會的戰鬥中失去左手。
| 道具   |
| ------ |
| 擴音石 |
拉卜
聲優：松井菜櫻子（日本）；林沛笭（台灣）
美食監獄(陸地監獄哈尼監獄)所長，擁有控制費洛蒙的能力，利用費洛蒙掌控整所監獄的狀態，折服無數生物強化蜂巢監獄的防衛。連特瑞科也不免受她控制，唯一不受影響的只有四天王中的澤布拉，也是IGO第0局的職員之一，受到一龍委託前去捕獲阿卡西亞魚料理ANOTHER，遭到魈攻擊而生死不明。後來失去了身體，身體已被替換為另一個靈魂。在ANOTHER完成後，靈魂回到自己的身體。
| 基本技     |
| ---------- |
| 性費洛蒙   |
| 鎮靜費洛蒙 |
拉普
聲優：竹内良太（日本）
第零生物棲地成員之一，美食屋。在特瑞科跟澤布拉從美食金字塔帶回魈的屍體後，和曼沙姆一同前往處理，是第零生物棲地的新人，一度懷疑龍是內奸，遭到魈攻擊而生死不明。
愚衛門
聲優：岩崎浩（日本）；陳彥鈞（台灣）
48歲(第一章)→52歲(第二章)。被稱作「美食頭目」的強者，是個超級粗神經，經常發呆，孤身坐鎮於三途之路，負責將誤入人間界的動物送回美食界或當場斬殺，實力不可小覷，經過長年累月的戰鬥，擁有過人的直覺，可以在瞬間判斷出作戰方式和敵人的缺點。擅長拔刀術，曾指導薩尼修練，受到一龍委託前去捕獲阿卡西亞湯料理PAIR，遭到魈攻擊而生死不明。在美食四天王品嘗食寶「PAIR」後，被特瑞科等人發現。原來在愚衛門和馬利受重傷時，馬利將自己和愚衛門點穴，但是兩人也陷入了假死狀態，後來點穴被再生師普金給解除。
珍鎮鎮
聲優：屋良有作（日本）；陳幼文（台灣）
食林寺師範，名列美食人間國寶之一的特級大廚，和一龍是舊友，也是第零區的職員，年輕時和雲隱飯店的千代婆婆是搭檔，後來更結為夫妻生育有一子，總是唸錯別人的名字。擁有高深的食義修為，能夠毫不費力地吃完雲隱飯館的每道菜，引領特瑞科跟小松進入食林寺修習食義。他的指導非常簡單粗暴，曾在死亡瀑布用一座大山試驗特瑞科跟薩尼的能力。在美食會大舉進攻食林寺時，和千代打得兩敗俱傷，險些喪命。在受傷之際，仍拼命把相關情報傳達給一龍，讓他知道美食神的前菜「C」已被美食會獲知。
| 基本技       |
| ------------ |
| 食技「湯匙」 |
| 湯匙巨蛋     |
| 鎖上         |
龍
前美食流氓組長，是與作的老友、馬基的老大。再將美食流氓交托給馬基後，在與作的推薦下加入第零生物棲地，是最新加入的成員，卻因阿卡西亞的全套菜單「C」被美食會知曉的緣故，而一度被拉普懷疑是內奸。
亞塔希諾
聲優：菊池心（日本）
美食外科醫生，也是一名廚師，被稱作「能用一把菜刀治癒所有病痛的天才外科醫師」。接受一龍委託進行阿卡西亞沙拉AIR準備工作，和初代梅爾克聯手對付三虎帶來的兩頭猛獸。和梅克爾待在妖食村。
| 基本技           |
| ---------------- |
| 暗技「甦醒菜刀」 |
馬利o
聲優：竹内良太（日本）
「美食整型師」，是一名點穴專家，IGO第0局的職員之一，受到一龍委託前去捕獲阿卡西亞湯料理PAIR。在愚衛門和自己受重傷時，將自己和愚衛門點穴，但是兩人也陷入了假死狀態，後來點穴被再生師普金給解除。
栗坊
聲優：鹽屋浩三（日本）
「鐵匠」，全世界最好的制鍋專家，其作品被稱為栗坊鍋，在全世界享有盛名，在第零生物棲地的會議後暗地接受了一龍的任務，在美食祭典發現原來是一龍會長派往NEO的反間碟。在海之大陸中篇中，負責製作金廚具的鍋。
| 基本技     |
| ---------- |
| 偽鍋       |
| 道具       |
| 擬真地球儀 |
塔克
聲優：木村雅史（日本）
「美食薩滿」，古洛族的戰士，是一名美食獵人，與美食會一戰後待在藍色餐廳，並告知栗坊和珍鎮鎮有關靈魂交易的訊息。
梅麗思曼
聲優：松井菜櫻子（日本）
「美食文豪」，美食人間國寶之一，也是IGO第0局的職員之一，受到一龍委託前去捕獲阿卡西亞飲品ATOM。
馬楠
「美食魔術師」，是一名美食獵人，也是IGO第0局的職員之一，受到一龍委託前去捕獲阿卡西亞甜點EARTH。
歌卜林·拉門
聲優：阪卷學（日本）
「美食山賊」，是IGO第0局的職員之一，受到一龍委託前去捕獲阿卡西亞肉料理NEWS。
梅嘉洛多拉斯
暗殺者，是IGO第0局的職員之一，受到一龍委託前去捕獲阿卡西亞肉料理NEWS。
櫻
聲優：千葉進步（日本）
是一名武術家，也是IGO第0局的職員之一，受到一龍委託前去捕獲阿卡西亞飲品ATOM。
喇拉
聲優：木村雅史（日本）
「美食天文學家」，負責研究美食日蝕，推斷最快的日期是在半年後，並為四獸即將在人間界甦醒而擔憂，也和一龍討論有關美食會大肆捕捉廚師的事情，受到一龍委託前去捕獲阿卡西亞魚料理ANOTHER。
後來失去了身體，身體已被替換為另一個靈魂。在ANOTHER完成後，靈魂回到自己的身體。
光才老
「美食仙人」。請參見#NEO（神秘組織）。

### 美食監獄
隸屬於IGO的美食監獄，按照所處位置不同，分有陸海空三處。分別是空中監獄SKYPRISON、海中監獄PRISON SUBMARINE和陸地監獄哈尼監獄。
拉卜
美食監獄所長，兼IGO第0局的職員。請參見拉卜。
歐邦
聲優：星野貴紀（日本）；林谷珍（台灣）
哈尼監獄副所長。
普林康
聲優：岩崎征實（日本）
哈尼監獄刊看守長。
裘巴利
聲優：嶋田真（日本）
哈尼監獄傳達室。

## 美食獵人
阿卡西亞
聲優：田中秀幸（日本）；陳幼文（台灣）
傳說中吃遍所有食材的美食獵人，通稱「美食神」。他在嚐遍了陸地上食材後，轉往海洋中尋找美味。結果卻發現了一個比陸地更加廣大的嶄新美食世界。
還發現了能讓食材變得更美味，人類變成超人的「美食水母」體內的「美食細胞」。日後它將成為美食時代強者力量的根源，甚至是整個美食時代的基礎之一。但是他最重要也最偉大的發現是他在晚年才找到的食材之頂點「GOD」。
靠著這世界第一的美味，讓當時已經延續了超過100年的美食戰爭劃下了句點，也開創出了到今天已經有500年歷史的「美食時代」。而阿卡西亞為了避免「GOD」成為日後新戰爭的導火線，將自己的人生菜單全部都給封印了起來，並且在人生的最後一段日子裡，將他所有的美食知識傳授給了三位弟子。
IGO會長－一龍、點穴大師－次郎、以及現任美食會老大－三虎。他的種種事蹟使他在美食時代中被尊為「美食神」，受到無數人的尊敬和崇拜。後來被爆料出他曾經跟PAIR互相吞食，卻意外地滿足PAIR的摘取條件。而現在的阿卡西亞復活並成為怪物〖NEO〗，暫置在第一大陸上。
藍魈說過現在阿卡西亞已經神智不清狀態，並親手吃掉其中一隻藍魈（代號「AIR」），於是藍魈（代號「ATOM」向阿卡西亞惡魔NEO解釋地球要料理快完成，不過NEO繼續放肆，竟然出現7隻小惡魔分散到八王各地，準備吃掉地球所有的生物。在次郎出現的同時，阿卡西亞NEO跑到裏世界去了。
現與咚·史萊姆交戰中。阿卡西亞出現說一龍原本是神選上要幫我完成任務，萬萬沒想到一龍這麼快死了，太弱太弱，因此我阿卡西亞是被神選中的。史萊姆回憶起很生氣，那時三虎和一龍對決，沒有用到美食惡魔的力量，憑什麼說一龍很弱啊。
戰鬥間，史萊姆記得幾億年前，打贏過NEO，並且用最直接方式打爆..........  不過現在史萊姆用出各種災害破壞力壓制NEO，發現所有的攻擊都被NEO吃掉，可見現在和以前不同，接著用最強奧義恆星大爆炸，那霎間，NEO竟然吃掉，史萊姆嚇到說「不可能有這種生物存在吧，你到底是從哪裡來的?」說完之後，史萊姆被NEO吃掉。
後背叛與他合作的藍魈們，將原本該吞噬他的NEO給吞噬殆盡，融合至自己的美食細胞內，變成更可怕的怪物模樣。最後特瑞科用憤怒的菜單讓阿卡西亞吃下，最後被白鬼一指打成重傷，說出自己的目的之後，將體內的食材全數吐出。
後得知除了地球的全餐菜單，阿卡西亞本身還有一套屬於他自己的全餐菜單，後來又於392話被特瑞科發現阿卡西亞並沒有屬於自己的全餐菜單。其實阿卡西亞並非不愛弗洛澤，也並非不重視自己的家人，他所有的行為都是為了挑釁特瑞科等人，讓其憤怒，以便讓NEO吐出食材和被它吞噬的藍色尼特羅。
在395話以食靈的身分前來參加特瑞科的婚禮。
捕獲等級(吸收NEO前):8000左右
捕獲等級(吸收NEO後):30000
| 菜式     | 食材    | 別稱           | 所在大陸 | 真實面貌       | 捕獲等級 | 美食惡魔復活的部位 |
| -------- | ------- | -------------- | -------- | -------------- | -------- | ------------------ |
| 前菜     | Center  | 究極的再生食材 | 第一大陸 | 美食細胞核     | 10000    | 心臟               |
| 湯       | PAIR    | 表裡一體的水滴 | 第七大陸 | 猿王的睪丸     | 6000     | 右手               |
| 魚料理   | ANOTHER | 魚寶           | 第六大陸 | 靈魂魚         | 7800     | 舌頭               |
| 肉料理   | NEWS    |                | 第五大陸 | 閃耀光芒的肉   | 6900     | 左腳               |
| 主菜     | GOD     | 食材之王       | 第二大陸 | 巨大黃金蛙     | 10000    | 大腦               |
| 生菜沙拉 | AIR     | 食王           | 第八大陸 | 空氣果實       | 6200     | 左手               |
| 甜點     | EARTH   | 究極的甜點     | 第四大陸 | 充滿糖份的花苞 | 6100     | 右腳               |
| 飲品     | ATOM    |                | 第三大陸 | 劇毒岩漿       | 7000     | 身體               |

| 基本技         |
| -------------- |
| 百萬點穴解除   |
| 傷害點穴解除   |
| 裏頻道 強      |
| 美食之手       |
| 美食之拳       |
| 美食鐵鎚       |
| 豪雨!!王食晚餐 |
| 美食打屁屁     |
| 自噬作用       |
| 點穴           |
| 美食連擊       |
| 神之抓取       |
| 道具           |
| 療水           |

次郎
聲優：森川智之（日本）；黃天佑（台灣）
傳說中的美食獵人。再生獵人鐵平的祖父。為狼王-蓋內士的養子。
擁有美食獵人界第一的點穴技術，人稱「點穴大師次郎」。知道包括傳說中的魔獸－惡魔大蛇在內一切生物的點穴法。雖然已經退休多年，但在之前十年一度的豚鯨產季時，為了一嚐豚鯨的魚鰭酒而特地前往獵捕，在火車上跟特瑞科還有小松相遇。後來還為了報答賜酒之恩用點穴將一腳踏進了鬼門關的小松救活。在大豐收回去之前有預感特瑞科將來能夠完成一份超越他自己的「夢幻菜單」。小松因嚇到而稱他是「飛機頭的不良老爺爺」跟「大個子老頭怪物（簡稱:大頭怪）」。
是500年前開創了美食時代的美食神－阿卡西亞的直傳第二弟子，年輕時(五百多年前)被稱為｢暴獸二狼｣，並曾在上次｢四獸｣來襲時深入美食界將本體麻醉。曾經成功捕獲過世紀湯。雖然一眼看上去只是個喝得醉醺醺的老頭，但他的人生菜單上的每一道食材都是來自無法估計獵捕等級的美食界，是幾乎沒有人品嘗過的「夢幻菜單」。現役時期和他搭檔的廚師就是美食人間國寶節乃。
雖然已經引退了很久，但是身手不減當年。接受小松的委託去拯救單獨挑戰「美食界」的特瑞科的時候小試身手，以年輕之姿將襲來的數百隻猛獸一瞬間全部點穴麻醉，還僅靠著威嚇就懾服了兩頭獵捕等級無法估計的巨大猛獸。之後點出特瑞科目前缺乏的是對搭檔小松的信任，要他下次再和小松一起前來迎戰美食界的挑戰。
嗜酒如命，將賜酒之恩與救命之恩視為等同的(這也是前去美食界拯救特瑞科的原因之一)，最多一週會去8次酒豪群島。
為了壓抑自己凶惡的本性，把一根點穴釘插在自己的心臟內，身上亦被阿卡西亞設下所種點穴壓抑其力量。
美食祭典篇再次登場，從紅魈的攻擊中救了節乃，正式開始與喬亞的戰鬥。
實力不減當年，一隻手指將紅魈爆頭，後使出的｢至極點穴｣威力之強甚至有一瞬間使地球停止自轉。武器為狼王之牙。在美食界篇中與節乃一起前往美食界。
339話遇到阿卡西亞其中一隻小惡魔，激烈打鬥後，失去右拳頭，不過節乃用療水幫助下，已復原。340話與五隻藍魈見面，次郎動真格，取出插在心臟的點穴釘，曾被阿卡西亞忌諱的暴獸，就此解放，並說過藍蜥蜴是他過去的下酒菜。
365話身上所有的點穴完全解除，樣貌回復年輕，亦可以使出全力。
367話與阿卡西亞進行戰鬥，並使用百萬點穴成功使阿卡西亞失去行動，但因沒有點穴口部因此被阿卡西亞以舌頭解除點穴，正打算使用大型點穴被阿卡西亞解除傷害點穴使其一生所受過的全部傷害一次過被解放，一代點穴大師就此死去。
393話以食靈身份再次出現指導鐵平阻止地球崩壞的正確點穴位置並將點穴大師之名交予鐵平繼承。
在395話以食靈的身分前來參加特瑞科的婚禮。
| 菜式     | 食材         | 捕獲等級 |
| -------- | ------------ | -------- |
| 前菜     | 百葉車軸草   | 等級不明 |
| 湯       | 清燉岩漿     | 2800     |
| 魚料理   | 陸王蛟       | 4450     |
| 肉料理   | 阿修羅蛇頸龍 | 4220     |
| 主菜     | ET玉米       | 等級不明 |
| 生菜沙拉 | 粒腺甘藍     | 等級不明 |
| 甜點     | 沙漠泉香瓜   | 等級不明 |
| 飲品     | 多哈姆湧泉酒 | 等級不明 |

| 基本技           |
| ---------------- |
| 威嚇點穴         |
| 至極點穴         |
| 昇狼「健力士拳」 |
| 點穴             |
| 宇宙大爆炸       |
| 健力士之拳       |
| 傷害點穴         |
| 頭顱調酒器       |
| 點穴噴射         |
| 奧義!!點穴時間   |
| 永恆點穴         |
| 百萬點穴         |
| 道具             |
| 狼王之牙         |
| 飛針模式點穴步槍 |
| 點穴槍           |

將肯
聲優：高木涉（日本）；陳幼文（台灣）
27歲(第一章)→31歲(第二章)。手持大斧，穿著類似原始人穿的獸皮衣，容貌酷似北斗神拳中的牙大王的美食獵人，名字常被特瑞科和小松唸錯，在故事中是個相當討喜的丑角。
初登場是在特瑞科和小松一起去獵捕豚鯨時，在火車上藉故向特瑞科鬥嘴。基本上不是毫無實力但是充其量只算是個三流美食獵人。（拿來向特瑞科炫耀的「人生菜單」平凡之至，除了主菜－凱拉巨鱷(剛出生)之外，全都是獵捕等級1左右的食材）
之後在獵捕豚鯨時還沒進入洞窟多遠就被裡面的猛獸給逼得落荒而逃。不過逃到洞口遇見特瑞科一行時死要面子的撒謊說已經到達了沙灘，但是太輕鬆抓到目標的話沒意思就折回來了…。還以厲害的玩家在玩RPG時不會一下子就把BOSS打倒通關來自圓其說。
原作中第二次登場是在美食城的酒吧中，是想挑戰美食大富翁卡尼爾的世紀湯委託的美食獵人之一。當所有人都為特瑞科的來到而驚呼不已時，他卻有眼不識泰山的在特瑞科面前自吹自擂說他在他的村子裡受到神一般的崇拜。
根據其中一個部下的說法，美食城是他第一個造訪的「真正的」城市（其他都是在電玩世界裡）是個標準的井底之蛙，對一般生在美食時代的人來說是常識的東西他反而常常不知道。（例如：不知道想進美食城需要驗證美食ID、當著美食國寶節乃婆婆的面叫她老太婆等等）
似乎是個標準的御宅族，常常依據自己玩RPG電玩得到的經驗來行動。連用詞對話都很像是置身在實境電玩中，不過往往鬧出大笑話。（以獵捕世紀湯之旅為例：在大伙要登上冰大陸時，自稱自己已經照著RPG通關要訣把等級練好了而不穿防寒衣，結果才剛走出船艙外就差點被凍成冰棒。）
雖然實力不強但是有很強的運勢，在冰地獄裡被猛獸追的時候意外發現能直接通到美食櫥窗的捷徑便是一例，後來還靠著這條捷徑讓自己和特瑞科一行能順利逃出美食會的追殺，以及在驚嚇島的仰天際中對「驚嚇蘋果」放了一個臭屁結果意外得到本季冠軍。
此外其實他是個很照顧部下的人，因此身邊的兩個部下都很忠心的跟隨著他。（從對話內容來看一個負責和將肯唱相聲，另一個負責吐槽，也可以說一個人不正常，另一個較正常）
相貌與「八王」之一的「猿王」斑比諾已死去的戀人班比納長得一模一樣，因此，「猿王」看見他時，誤以為已死的戀人復活，並緊緊擁抱他。
他是目前唯一聞不出臭味並且能吃下超級榴槤彈的人。
| 菜式     | 食材       | 捕獲等級 |
| -------- | ---------- | -------- |
| 前菜     | 金色鮭魚卵 | 2        |
| 湯       | 蛇蛙肝湯   | 1        |
| 魚料理   | 橫紋鮭魚   | 1以下    |
| 肉料理   | 蟹豬       | 8        |
| 主菜     | 凱拉巨鱷   | 5以下    |
| 生菜沙拉 | 扁桃高麗菜 | 1以下    |
| 甜點     | 白蘋果     | 1以下    |
| 飲品     | 漢納斯能量 | 1以下    |

| 基本技        |
| ------------- |
| 將肯旋斧      |
| 將肯拋斧      |
| 道具          |
| RIGHTER SUITS |

布爾博
聲優：大林洋平（日本）
美食賞金獵人。
德拉卡
聲優：利根健太朗（日本）
美食獵人。別名「南島暴食冠軍」。

### 美食流氓
龍
美食黑社會的前組長。請參見龍。
馬基
聲優：鳥海浩輔（日本）；黃天佑（台灣）
28歲(第一章)→32歲(第二章)。原美食流氓副組長，已升格為組長。滿面傷疤，是挑戰四天王之一的澤布拉造成的。使用名刀太刀「龍王」的居合斬達人，能力主要是以他的大刀來展開的居合斬，可以瞬間使獵物一刀兩斷。
出身犯罪都市的尼魯克街，是個劫強扶弱，有著俠義心的男人。被特瑞科稱為“重義的團隊”。外貌看似很可怕，但人格很好，由於自己也曾在飢餓時受到過美食黑社會組長龍的恩惠，從而他也常去給貧民區的孩子們送食物。
| 基本技               |
| -------------------- |
| 居合「三片斬」       |
| 居合「開腹」         |
| 脫力「貝打一輪插」   |
| 回轉盔斬             |
| 一刀兩斷盔切         |
| 居合「龍王一刀兩斷」 |
| 脫力                 |
| 道具                 |
| 名刀「龍王」         |
| 冰凍機關槍           |
| RIGHTER SUITS        |
拉姆、阿新、魯伊
聲優：大林洋平、白川周作、阪卷學（日本）
美食流氓成員，馬基的部下。曾被美食會重創而瀕死，但由於冰之大陸的極低溫造成的假死而保住一命，之後被與作救活。

### 美食騎士
信仰将性命交付自然的美食教，平日生活都以粗食、絕食為生，個性頗為仗義、照顧弱小。
愛丸
聲優：野島健兒（日本）；陳幼文（台灣）
25歲(第一章)→29歲(第二章)。美食騎士的隊長，跟特瑞科是好友，曾和特瑞科比賽誰最先找到GOD。是一個病食主義者，可以幫人吃掉身體上的疾病。本來即將病故，並且遵從教義拒絕服藥，但聽瀧丸轉述特瑞科聲稱GOD即將再現後，決定服藥延長生命，和特瑞科約定一旦找到GOD將會互相分享。
現與其他美食騎士等七人負責獲取製作「金之七種料理廚具」的素材，而他負責採集龜王潘多拉背上的岩石。第373話證實自己也擁有美食細胞惡魔，而之所以和特瑞科比賽也是因為如此。
| 菜式     | 食材       | 捕獲等級 |
| 前菜     | 謙虛草     | 1        |
| 湯       | 端莊湯     | 1        |
| 魚料理   | 節約沙丁魚 | 2        |
| 肉料理   | 迷戀豬     | 2        |
| 主菜     | 樸素米     | 1        |
| 生菜沙拉 | 無盡馬鈴薯 | 1        |
| 甜點     | 李桃       | 1        |
| 飲品     | 寂靜茶     | 1        |
| 基本技                      |
| --------------------------- |
| Preshot Routine「千箭教誨」 |
| 美食黏菌                    |
瀧丸
聲優：KENN（日本）；于正昇（台灣）
18歲(第一章)→22歲(第二章)。美食騎士的成員之一。天生有著被稱為「詛咒」的美食界的病菌，本以為要就此死去時被愛丸拯救，因而加入美食騎士。信奉把生命交給自然的美食教教義，日常的生活盡量食用粗食。
信仰將性命交付自然的美食教的教義擅長的格鬥術是使對手的骨頭和關節脫臼的攻擊。因為還年輕，經驗比較低，如果再加強一下預擊流程的質量的話，是相當有上升空間的人才，所以潛力無窮。
| 基本技                 |
| ---------------------- |
| 拔栓射擊               |
| preshot Routine        |
| 拔栓重壓               |
| 拔栓射擊奧義「開瓶器」 |
| 道具                   |
| RIGHTER SUITS          |
秋丸
聲優：菊本平（日本）
美食騎士的成員之一，屬於四季組，在特瑞科找尋節能海苔時登場。
雪丸
聲優：白川周作（日本）
美食騎士的成員之一，屬於蒼天組。
雷丸
聲優：大畑伸太郎（日本）
美食騎士的成員之一，屬於蒼天組。
影丸
聲優：高橋英則（日本）
美食騎士的成員之一，屬於葉隱組。
月丸
聲優：金本涼輔（日本）
美食騎士的成員之一，屬於銀河組。

## 廚師
廚師。
弗洛澤
聲優：水樹奈奈（日本）；劉如蘋（台灣）
被譽為「神之料理人」，是美食神阿卡西亞的搭檔。特瑞科與史塔俊的母親。曾與阿卡西亞被藍色尼特羅帶去處理全套菜單，回來後體力虛弱。三虎為了拯救虛弱的弗洛澤，前往八王之一龍王迪羅烏斯的子孫後代之處奪取療水而受重傷，
弗洛澤為了救三虎而再次動用神之料理術，成為壓倒駱駝的最後一根稻草，拯救三虎後體力耗盡死亡。因為拒絕復活幫助阿卡西亞，而身體被喬亞所取代掉。小松在蚌殼山所見到的神秘女子靈魂，或許就是成為食靈的弗洛澤。
根據346話中美味仙人集集所說的，是唯一一個不需要靠犧牲生物的生命就能料理GOD的料理人。在395話以食靈的身分前來參加特瑞科的婚禮。
| 基本技     |
| ---------- |
| 神之料理術 |

### 世界廚師排名前100名
薩烏斯
世界廚師排名第1名。請參照#NEO（神秘組織）。
節乃
聲優：雨蘭咲木子、速見圭【廣播劇】（日本）；林沛笭（台灣）
世界廚師排名第2名，住在滿腹都市的老婆婆，全世界只有4個人擁有這個稱號，「美食人間國寶」之一，過去在料理慶典獲勝次數共29次。450歲。
是首位將不毒化的豚鯨成功解體的傳說廚師，年輕時與點穴大師次郎合作過，擁有戰勝美食會服務生阿爾法洛的實力，也曾經在美食界發展的傳說中的廚師，她的全餐菜單是點穴大師次郎的全餐菜單的料理完成版本。
現在則擔任各種飲食店的老闆，店鋪「節乃食堂」，街上的「小節人偶」多到爆炸的超級名人，曾委託特瑞科跟小松取得世紀濃湯，跟為小松重現世紀湯給予幫助。在四獸襲擊人間界期間，動員百萬名廚師幫忙製造解毒用的藥膳年糕。能操控周遭環境的氣壓。
節乃食堂菜單節乃初戀套餐、節乃戀愛膳食、節乃戀愛套餐、節乃心動膳食、夸克雞泥、親親沙拉、冷凍小春蕃茄、祺牛壽司、魯貝生切片、炸滾滾豬肉排、炸滾滾豬肉塊、鬼蘿蔔乾。
夥伴是隻利木津水母，能陸海空移動，並兼任節乃婆婆的住宅及食堂。
持有世上只有一把的菜刀「瀧唾」，能行型態變化。
| 菜式     | 食材             | 捕獲等級 |
| 前菜     | 炸百葉苜蓿芝麻球 | 等級不明 |
| 湯       | 熔岩水燉煮湯     | 2800     |
| 魚料理   | 王陸鮫火烤壽司   | 4450     |
| 肉料理   | 乾煎修羅龍       | 4220     |
| 主菜     | ET米飯糰         | 等級不明 |
| 生菜沙拉 | 粒腺甘藍凱薩沙拉 | 等級不明 |
| 甜點     | 梅林泉雪葩       | 等級不明 |
| 飲品     | 多哈姆湧泉酒     | 等級不明 |

| 基本技         |
| -------------- |
| 大壓力鍋       |
| 奧義「散味斬」 |
| 廚師之路       |
| 氣壓壁         |
| 氣壓巨蛋       |
| 道具           |
| 瀧唾           |
| 療水           |

布朗奇
聲優：檀臣幸→小西克幸（日本）；黃天佑（台灣）
世界廚師排名第3名的廚師，來自美食界內部的「妖食界」天狗山，綽號「怪誕料理」的廚師，店鋪「天狗之城」。24歲(第一章)→28歲(第二章)。
外表如同名字般像個天狗，人物原型來自於日本傳說中的妖怪天狗，膚色成紅色，鼻子很長，白色刺猬頭長發，體格健壯，衣著為白色西裝，衣服的背後有一把團扇的圖案，腳上穿著木屐，看起來很隨意的樣子。
過去只參賽過1次料理慶典就獲得了當屆的冠軍，但之後的美食祭典都沒有再參加過，出場時用巨大的嗓門震撼全場，但使用聲音的威力仍遜於澤布拉。
雖然登場方式很亂來，但從他只打翻空盤和空酒杯而不動到菜餚的方式來看，他對食材的重視態度並不亞於小松，雖然一開始瞧不起小松，但看見小松受食材的喜愛後便改變了看法，而他的動力來源則是電池。
對陣美食會第一支部部長「不老」的艾爾格，在對方細胞可以類似真渦蟲一樣不斷分裂再生的強悍能力面前，在229話運用電擊能力艱難取勝。
在妖食界的「天狗之城」大擺筵席，準備招待前來的特瑞科一行，但是卻因為對方被妖食界的各種新奇事物吸引，在各種餐館裡停留吃小吃，不禁忍無可忍，大吼「你們真是慢死了——！！！」
與澤布拉組隊沿著第八大陸的“星辰之丘”前往AIR所在的“鈍雨之丘”。與斯塔俊一起出現在第六大陸的海域上空，一出場便用電擊解決了幾隻捕獲等級1600的“海浪怪人”。與澤布拉再次組隊，前往第五大陸——美食界第一的美食寶庫“食域森林”，捕獲阿卡西亞美食菜單中的肉類「NEWS」。
| 菜式     | 食材             | 捕獲等級 |
| 前菜     | 醃漬人面磨菇     | 90       |
| 湯       | 河童化石湯       | 81       |
| 魚料理   | 海星大蛇下水     | 95       |
| 肉料理   | 燻燻鬼巨怪       | 89       |
| 主菜     | 燉煮撒旦臉頰肉   | 等級不明 |
| 生菜沙拉 | 地獄屋伙食沙拉   | 等級不明 |
| 甜點     | 斑紋海參布丁     | 72       |
| 飲品     | 德雷斯一族的眼淚 | 等級不明 |

| 基本技               |
| -------------------- |
| 並聯「電擊拳」       |
| 電擊拳               |
| 電擊手刀             |
| 閃電菜刀             |
| 渦電微塵切           |
| 並聯「電擊美工刀」   |
| 風雷鐮鼬             |
| 電擊刀               |
| 奧義「串聯大帶電擊」 |
| 階梯先導             |
| 人體電磁鐵           |
| 電力衝擊             |
| 道具                 |
| 化身羽衣             |
| AIR的菜刀            |

達瑪拉司凱13世
聲優：菊本平（日本）
世界廚師排名第4名，被譽為「咖哩國王」，年營業額達十兆的「達瑪拉司咖哩」店長大廚。在四獸襲擊人間界期間，動員本身餐飲集團的五萬名廚師在巨蛋廚房幫忙製造解毒用的藥膳年糕。
| 基本技   |
| -------- |
| 香料魔法 |
猶塔
聲優：石住昭彥（日本）；于正昇（台灣）
世界廚師排名第5名，被譽為「藥膳的泰斗」，過去在料理慶典獲勝次數共2次。被布朗奇稱之為「大鬍子2號」
菜刀為「萬能藥刀」，也被稱為藥膳的重鎮，店鋪「膳王」開在美食塔330樓的展望空間，是十星餐廳，他的口頭禪是「一毫米」，也強調料理時連一毫米的錯誤都不許犯，他的藥膳對發揮「食沒」這種技能是最適合的料理。
在美食四天王出戰四獸前，曾在他的店裡用餐，在四獸的毒雨危害到一般百姓時，並慷慨公布製作解毒用的藥膳年糕之法。
某次，他遇到了一位年輕的少年，面對著兇猛的醫食牛（這牛等級頗低的。），僅僅一瞬間藥膳泰斗將牛瞬間解決，做為一個料理人的義務，為那位少年與他村子的居民製作藥膳，打算醫治他們的疾病。可這少年的疾病卻突然發作，立刻吐血當場倒在泰斗的面前，泰斗對此感到訝異，明明身為天才的他，為何會如此發生這樣的事情，明明一切都沒有問題，直到最後他才發現了自己犯了個天大的錯誤，原來在料理食材時，成人與兒童能食用的藥膳在製作時的入刀位置有一毫米的不同，就僅僅因為這一毫米的失誤，葬送了這位少年的性命。從此他引以為鑑，不再自傲自身的天賦，將少年的菜單轉化為自己的全餐菜單，努力研究、開發新的料理、拯救更多的生命，從此他將一毫米的誤差轉化為個人的口頭禪，對此警戒，保持謙虛的態度看待世間，學習更多的新知，不斷精進、沉穩地看待任何事物，絕非自傲的隨意做出判斷
| 菜式     | 食材           | 捕獲等級 |
| 前菜     | 藥膳魂草       | 9        |
| 湯       | 中藥樹樹汁湯   | 5        |
| 魚料理   | 健康鯨魚肝     | 20       |
| 肉料理   | 燉煮醫食牛     | 4        |
| 主菜     | 強健龜的願望   | 0        |
| 生菜沙拉 | 解毒草回復沙拉 | 12       |
| 甜點     | 不死蘋果果凍   | 18       |
| 飲品     | 健康之神的汗   | 1        |

| 基本技                   |
| ------------------------ |
| 萬能藥刀「一釐米細絲斬」 |
| 醫食同源「甦醒斬」       |
| 醫食同源「阿修羅舞」     |
| 醫食同源「氣血堤升」     |
| 道具                     |
| 萬能藥刀                 |

安猶Jr.
世界廚師排名第6名，被譽為「年輕甜點王子」，店鋪「prince」。
| 基本技                 |
| ---------------------- |
| 甜味調味料「砂糖窗簾」 |
CM古隆
世界廚師排名第7名，被譽為「驚愕的原創料理」，店鋪「Free taste」。
琵琵
世界廚師排名第8名，被譽為「天才麵包師傅」，店鋪「pippi」。
| 基本技   |
| -------- |
| 天使酵母 |
| 隱身房屋 |
倉影
世界廚師排名第9名，被譽為「拉麵專家」，店鋪「KURAKAGE」。
堇
聲優：金田朋子（日本）；林沛笭（台灣）
新進入世界廚師排名第10名，被譽為「廚房阿姨」，也是「仲梅餐飲學校」的食堂廚師長。
在四獸襲擊人間界期間，動員料理學校的人力，讓一萬名廚師投入製作解毒用的藥膳年糕。
蜜郎
世界廚師排名第11名，被譽為「甜點魔術師」，店鋪「Magic honey」。
克拉拉曼
世界廚師排名第12名，被譽為「年輕民俗之王」，店鋪「懷舊」。
和里斯
世界廚師排名第13名，被譽為「串燒師」，店鋪「三串」。
| 基本技        |
| ------------- |
| 三眼 光速串刺 |
詫虎
聲優：川田紳司（日本）
世界廚師排名第14名，被譽為「用油師」的廚師，是使用沙拉油的名人，曾有許多著作傳世，
最新作品「你與我就是水與油」，連小松都已經搶先訂購，在美食祭典上曾向發現莫爾斯油的小松致謝，店鋪「油王」。
| 菜式     | 食材               | 捕獲等級 |
| 前菜     | 梅油納豆           | 5        |
| 湯       | 油沙丁魚丸湯       | 9        |
| 魚料理   | 酒蒸低脂肪貝       | 8        |
| 肉料理   | 清爽油牛漢堡肉     | 17       |
| 主菜     | 嫩煎油雞           | 20       |
| 生菜沙拉 | 橄欖蕃茄佐紫蘇沙拉 | 4        |
| 甜點     | 白玉油紅豆湯       | 3        |
| 飲品     | 金色油             | 28       |

| 基本技           |
| ---------------- |
| 瞬間油炸         |
| 奧義「油田熱炸」 |

千流
聲優：淵崎有里子（日本）；林沛笭（台灣）
名列世界廚師排名第15名的廚師，雲隱餐館主廚，被譽為「纖細料理」。
年幼時曾進入食林寺修練食義，平時總蒙面見人，個性謙和有禮。擁有使用蘇生菜刀的技術，緊急以這項技術搭配肥皂泡水果救回珍鎮鎮，並在事後將蘇生菜刀的使用方法教給小松，也和他一起料理了肥皂泡水果。
美食祭典篇時，在面對魈的強大力量時主動露出自己的真面目，可見她當時決定背水一戰的決心。
| 基本技             |
| ------------------ |
| 食義「驚濤駭浪切」 |
| 暗技「甦醒菜刀」   |
祐二
世界廚師排名第16名，美食胡同八星級燒烤牛肉「土龍」的店長，被譽為「內臟專家」。被美食會抓走。
萊布貝亞拉
聲優：大塚明夫（日本）；陳幼文（台灣）
世界廚師排名第17名。被譽為「前地下料理界的領袖」，非IGO加盟的廚師。32歲(第一章)→36歲(第二章)。
在十年前被吉達爾王國委任為美食賭場的老闆，替國王收集美食記憶跟金錢，和庫克、特瑞科等人展開危險致命的豪賭，試圖奪取他們腦海中的美食記憶，結果反敗在庫克的精密算計下，被迫交出隕石大蒜。在小松料理隕石大蒜時被他的用心態度感動，重拾做為廚師的自尊，不再沉迷於美食記憶，聯手完成隕石大蒜的料理。
在吉達爾國王跟喬亞雙雙失蹤後，率領地下料理界和美食流氓一同治理吉達爾王國，在四獸襲擊人間界期間，動員原本三萬名地下料理界的廚師來幫忙製作解毒用的藥膳年糕。
美食祭典篇時被魈(紅色尼特羅)攔腰切斷，但在自身阻斷痛覺與美食再生獵人的緊急救治下保住一命，但仍失去再次戰鬥的能力。與薩尼前往第四大陸狩獵阿卡西亞菜單中的甜品EARTH。
| 基本技     |
| ---------- |
| 興奮劑烹飪 |
| 大腦切塊斬 |
零春
世界廚師排名第18名，被譽為「中華料理皇帝」，店鋪十星級餐廳「零」，被美食會抓走。
泰嵐
聲優：菊本平（日本）；于正昇（台灣）
世界廚師排名第19名，被譽為「毒料理的泰嵐」的廚師，非IGO加盟的廚師，是毒物的專門料理家。在四獸的毒雨危及一般平民時，在公共播映的電視中教導減緩毒發的點穴方式，店鋪「毒巢」。
與庫克一同前往第三大陸狩獵阿卡西亞菜單中的飲品ATOM。
| 菜式     | 食材             | 捕獲等級 |
| 前菜     | 豚鲸毒囊乾       | 29       |
| 湯       | 毒草濃湯         | 30       |
| 魚料理   | 炙烤毒龜         | 35       |
| 肉料理   | 红酒燉死牛       | 33       |
| 主菜     | 毒王秒殺肉       | 49       |
| 生菜沙拉 | 燈魚起司劇毒沙拉 | 27       |
| 甜點     | 毒蘋果冰III      | 19       |
| 飲品     | 劇毒檸檬水       | 22       |

| 基本技   |
| -------- |
| 解毒刀法 |

密陽
世界廚師排名第20名，被譽為「鐵路便當的領跑者」。
阿原
聲優：梅津秀行（日本）
世界廚師排名第21名，被譽為「燉煮的革命爺」，店鋪「阿原」。
| 菜式     | 食材                           | 捕獲等級 |
| 前菜     | 爺煮首領蛤蜊                   | 18       |
| 湯       | 爺爺的爺爺那一代傳下來的燉煮湯 | 等級不明 |
| 魚料理   | 燙失眠章魚                     | 30       |
| 肉料理   | 紅葉牛燉牛筋                   | 25       |
| 主菜     | 阿原特製黑輪                   | 等級不明 |
| 生菜沙拉 | 下酒紅昆布沙拉                 | 11       |
| 甜點     | 雲雪寶紅豆湯                   | 13       |
| 飲品     | 大吟釀「原」                   | 等級不明 |

| 基本技                                       |
| -------------------------------------------- |
| 爺爺的爺爺的爺爺的那一代傳下來的「祖傳湯汁」 |

魯魯布
聲優：下山吉光（日本）；符爽（台灣）
世界廚師排名第22名，美食寶塔最頂端312層的七星級餐廳Guts的大廚，在四獸襲擊人間界期間，動員兩萬名廚師幫忙製造解毒用的藥膳年糕。
莫
世界廚師排名第23名，被譽為「鐵板魔術師」的廚師，店鋪「神鐵」，決賽32人之一。
柯普莉子
聲優：田野麻美（日本）
世界廚師排名第24名，被譽為「詭異料理女王」，店鋪「腸子」。
| 菜式     | 食材                           | 捕獲等級 |
| 前菜     | 酥炸惡魔壁虎                   | 42       |
| 湯       | 蠕動巨大孑孓湯                 | 35       |
| 魚料理   | 活跳海食人魚                   | 26       |
| 肉料理   | 長臂地精右腦                   | 31       |
| 主菜     | 異形哥雷姆的生肝臟             | 45       |
| 生菜沙拉 | 斑紋塔蘭圖拉毒蜘蛛的黏糊糊沙拉 | 15       |
| 甜點     | 蜈蚣海參腸布丁                 | 12       |
| 飲品     | 海膽鱉體液                     | 28       |

| 基本技       |
| ------------ |
| 斷頭台薄片切 |

達麟
世界廚師排名第25名，被譽為「巨人料理」，店鋪「巨無霸美食」。
可尤彼
世界廚師排名第26名，被譽為「歌手主廚」，店鋪「卡拉OK食堂」。
亞波羅
世界廚師排名第27名。詳請參考→亞波羅。
阿武
世界廚師排名第28名。姓名曾在作者以前的作品世紀末領袖傳作品出現過，在漫畫64話登場。
麻米
世界廚師排名第29名，被譽為「深海餐廳的先驅」，店鋪「龍宮塔」。
| 菜式     | 食材               | 捕獲等級 |
| 前菜     | 大理石鲔魚生切薄片 | 20       |
| 湯       | 龍宮貝湯           | 22       |
| 魚料理   | 奶油燉華鮭         | 11       |
| 肉料理   | 炙烤深海猛獁象     | 27       |
| 主菜     | 女帝鲔魚生魚片     | 29       |
| 生菜沙拉 | 雪蝦馬鈴薯沙拉     | 7        |
| 甜點     | 砂糖水母果凍       | 9        |
| 飲品     | 赤潮紅酒           | 18       |

力也
世界廚師排名第30名，被譽為「握壽司專家」，店鋪「魚寄」。被美食會抓走。
冰柱媽媽
聲優：茂呂田薰（日本）；劉如蘋（台灣）
世界廚師排名第31名，被譽為「媽媽」，SNACK冰柱的老闆娘，曾經是一位美食獵人。在本篇146話，僅僅使用冷酷的威脅，便讓驚嚇蘋果達到等級20的驚嚇等級，在四獸襲擊人間界期間，動員八千名廚師幫忙製造解毒用的藥膳年糕。
| 基本技             |
| ------------------ |
| 冰柱媽媽的微燻醃漬 |
達柯船長
聲優：齋藤志郎（日本）
世界廚師排名第32名，店鋪「船長漢堡」。
頓
世界廚師排名第33名，馬赫料理的大廚，被譽為「馬赫廚師」，店鋪「馬赫」。曾自稱若自己也幫忙製造藥膳年糕，可以多造出一倍。
神笊
聲優：長（日本）
世界廚師排名第34名，被譽為「蕎麥麵仙人」，店鋪「神蕎麥」。在遁與練丸起爭執時，出面調解。據遁與練丸所表示，其長著一張相當「濃郁」的臉。
夏隆‧伊奇
世界廚師排名第35名，被美食會抓走。
多夫
世界廚師排名第37名，店鋪「漂泊」。
馬克貝耶
聲優：坂卷學（日本）
世界廚師排名第38名，被譽為「壽司大將」(動畫為飯糰)，店鋪「大將」,在和美食會的戰鬥中被魈(紅)殺死(動畫重傷)。
姆漢
世界廚師排名第40名，被譽為「用鹽專家」，店鋪「鹽味」，決賽32人之一。被美食會抓走。
芙特摩
世界廚師排名第41名，被譽為「BBQ女王」，店鋪「藍天殖民地」。被美食會抓走。
瑪痞
世界廚師排名第44名。
摩門林格
世界廚師排名第46名，店鋪「生存」。
萊伊
聲優：遠近孝一（日本）
世界廚師排名第47名，被譽為「覆面廚師」。
尼斯
聲優：楠大典（日本）
世界廚師排名第48名，店鋪「baby baby」，決賽32人之一。被美食會抓走。
荷索可麗
世界廚師排名第49名，被譽為「料理偶像」。
卡瑪婆
聲優：金田朋子（日本）
世界廚師排名第54名，被譽為「味噌湯婆婆」，在美食祭典上曾向發現莫爾斯油的小松致謝，外表有些可怕，讓詫虎跟小松吃了一驚。
練丸
聲優：梅津秀行（日本）
世界廚師排名第56名，被譽為「韌性烏龍麵」，身材虎背熊腰且雙眼微眯，和遁為了誰製作料理的速度快而起爭執。
其瞇瞇眼被遁嘲笑是閉著眼睛，瞪大眼睛則被嘲笑是睜開雙眼。
庵
世界廚師排名第73名，被稱譽為「煙霧大師」的知名廚師。
梅莉亞
聲優：永野愛（日本）
世界廚師排名第91名，店鋪「Bar「梅莉亞」」。在漫畫144話以女性GT機體登場，店開在屬於危險區域的黑湖。
艾格
世界廚師排名第100名，曾在月刊GOURMET寫上。

### 其他廚師
筆
聲優：松山鷹志（日本）
經營美容室「BARBER GOURMET」的中年男性。
諾諾
聲優：菊池心（日本）；劉如蘋（台灣）
「節乃食堂」唯一的店員和弟子，性格害羞寡言，對小松有好感。20歳。擁有能將食材保持新鮮的狀態瞬間冷凍的能力，並運用其能力凍結高湯火鍋池，讓特瑞科等人前去捕獲貴婦魚。
在三虎的“隕石香料”使得人間界食材貧乏之前，製作了保存食材用的冰山以防萬一。在四獸篇中對小松的實力感到訝異，在第二章的美食界篇中，得知節乃婆婆已前往美食界並暫時代理節乃食堂的主廚，能大膽的和小松對話交流，在美食界得知小松被鐵平突襲瀕死而十分擔心小松的現況，後在第六大陸和小松等眾位大廚一同料理ANOTHER。
門其
聲優：家中宏（日本）
世界廚師排名第2714名，被譽為「美食占卜師」，店鋪「占卜壽司」。特瑞科前往食林寺，就委託門其製作惠方卷。口頭禪是「混帳東西！」。有四位哥哥，其中一位名叫「諾奇」的是生態村的村長。
| 基本技               |
| -------------------- |
| 門其式壓擊           |
| 門其超級背部墜擊肩摔 |
| 腕逆十字固定         |
| 門其套索擒摔         |
| 王醋毒霧             |
| 海苔捲過肩摔         |
千輪
聲優：野田順子（日本）
雲隱餐館的店員，視進入食林寺修練為畏途，撿拾惠方卷材料時被特瑞科跟小松發現，間接帶著他們找到雲隱餐館的位置。
仲梅
聲優：高橋直純（日本）；林沛笭（台灣）
小松在當學徒時的兩個朋友之一。理平頭，長相與小松相似。從外國歸來看美食祭典，相當關心小松，因後來美食會入侵會場然後跟著疏散離開時意外目睹到整個NEO的內幕，而被NEO抓走。後在鐵平的幫助及美食會的亂入之下，逃離NEO基地。
在279話中得知小梅的食運非常高，比喬亞高出許多。料理完GOD之後在布蘭奇的接應之下逃離現場，雖然期間遭到NEO的攻擊,但是在食運的保護之下並沒有受傷。

## 再生獵人
鐵平
聲優：小野坂昌也（日本）；黃天佑（台灣）
27歲(第一章)→31歲(第二章)。美食再生獵人（Gourmet Reviver）。不但繼承點穴大師次郎的血統，更是「滿身是血的與作」的頭號弟子。雖然有些聒噪，但其技術受世人所肯定。有著跟次郎一樣的飛機頭，右臉有一道傷疤，原因不明，右耳有三個耳環，分別裝著不同植物的成長劑，隨身帶著各式各樣的種子。自己爆料自己再生許多危險生物的原因是因為次郎曾經將這些生物吃到差點滅絕，而他負責幫次郎做善後處理。
已被喬亞操控，現在是NEO的成員。後來證實他是假裝被控制的，現正逃離NEO基地，與美食會不期而遇。393話在成為食靈的次郎指導下成功用麻醉阻止了地球崩壞並被交予麻醉大師之名。
第一次角色人氣投票中得到第九名。
| 菜式     | 食材           | 捕獲等級 |
| 前菜     | 艾爾斯結晶     | 等級不明 |
| 湯       | 琉璃龜之淚     | 等級不明 |
| 魚料理   | 祖母綠沙丁魚   | 等級不明 |
| 肉料理   | 獅子雞         | 等級不明 |
| 主菜     | 金剛鷲皇       | 等級不明 |
| 生菜沙拉 | 艾爾斯馬鈴薯   | 等級不明 |
| 甜點     | 千桃           | 等級不明 |
| 飲品     | 艾爾斯山湧泉水 | 等級不明 |

| 基本技        |
| ------------- |
| 半熟          |
| 全熟          |
| 木矛          |
| 酸樹液        |
| 樹木空間      |
| 道具          |
| 指甲注射      |
| 休眠精華      |
| 肥沃之種      |
| 醫生蘆薈      |
| 防護樹        |
| 保護樹        |
| 雨傘樹        |
| 遮音樹        |
| 耐震根        |
| 束縛樹        |
| 荊棘綑樹      |
| RIGHTER SUITS |

與作
擁有「紅色再生獵人」的英名的精英再生獵人，鐵平的師傅。請參考→與作。
凱伊托拉
原美食會專屬再生獵人。請參考→凱伊托拉。
莫揚羞羞
請參考→莫揚羞羞。
普琴（普金）
聲優：永野愛（日本）；林沛笭（台灣）
女性美食再生獵人（Gourmet Reviver）。有四隻手。

## 美食會

### 老大
三虎
聲優：寺杣昌紀、皆川純子【少年】（日本）；符爽【40話】 → 于正昇【97～147話】（台灣）
美食會會長，美食會的成員都稱呼他為「老大（ボス）」。原作中為了勸他的手下而露臉的，在整個美食會中似乎只有身為親信的阿爾法洛等極少數人才能直接和他見面。
被佛洛塞收留前為孤兒，以搶奪食物維生。後來被佛洛塞等人收留一起生活，經歷人生最快樂的一段時刻。後來經歷美食日蝕後，為了取得療水治療佛洛塞而強行前往有八王之一－龍王迪烏羅斯鎮守的水泉汲取結果身受致命重傷，佛洛塞為了拯救三虎面強行發動神之料理術，結果成為了佛洛塞死亡的一個要因；而此後，三虎每天都在水泉汲取療水倒在佛洛塞的墓上，也成為三師兄弟決裂的原因。
身為美食神阿卡西亞的第三弟子，其實力深不可測。當阿爾法洛為他送去「世紀湯」的時候，能在阿爾法洛完全沒發現的情況下瞬間拿走湯碗這件事就足以說明其實力遠超過阿爾法洛。（後者的實力已經能夠輕鬆殺死兩頭獵捕等級70以上的猛獸）
從被節乃婆婆稱呼為「暴食混蛋」這點來看，其食量可能比作品中目前的兩名大胃王，特瑞科和澤布拉更加驚人。為了得到即將重現於美食界中的「GOD」而命令部下們盡量獵捕（搶奪）人界的頂級食材好增加能夠進入美食界的成員。在世紀湯獵捕成功後下令所有成員準備進軍美食界。
在美食祭典舉行的同時，三虎也展開了與一龍的決鬥。從245話可見，三虎打敗了一龍，並在前往祭典會場。
動畫版最後並未殺死一龍，因為一龍已經衰老的不值得他殺死，在與昔日夥伴喝下小松特製的湯後，回到美食界對抗NEO。
在漫畫247，三虎與一龍一同上到美食界的上空－「迷失島」，準備決一死戰。過程上，三虎帶來了許多比「四獸本體」的獵捕等級更高的怪獸，分別有魔獸類388級的「狂暴獸」、爬蟲獸類417級的「龍捲拉頓」、魔獸類466級的「哥倫獸」、哺乳獸類524級的「開膛狐」以及三虎的坐騎 軟體哺乳類620級的「歐克帕魯德」。雖然各種怪物的獵捕等級高得驚人，但都被一龍的「引力」所排斥，更遭一龍的絕技「筷子」夾住。之後更是差點死在一龍奧義「少數派世界」之下，但因為一龍愛護師弟三虎的心，反而讓一龍遲遲未對三虎痛下殺手，並讓三虎透過一龍的「少數派世界」逆轉勝敗，在一龍倒地後，原本能透過一龍的口中得知阿卡西亞與藍色尼特羅合謀的計畫，但一龍卻被突然介入戰局的AIR殺死。一龍死後，三虎把自身的憤怒和憎恨化成流星香料，使人間界變成寸草不生的煉獄。
漫畫248中透露了三虎的能力－「飢餓空間」。這舌頭擁有異常的長度，劃過的空間會變成如同王食晚餐一般的狀態，碰到的任何物質都會被瞬間吸收掉，除此之外舌頭更能變化出不同功能，例如帶刺的「荊棘之舌」，以及將舌頭纏繞成為「舌之屏障」。
在337話潛入NEO基地，找到喬亞。338話解讀出喬亞與弗洛澤之間的關係，計畫的初衷乃是藉由三虎澆灌阿卡西亞前菜CENTER促使「弗洛澤」復活，意外的是弗洛澤的食靈不肯復活，所以阿卡西亞只得用別的靈魂去占據弗洛澤身體，以繼續使用弗洛澤原有的食運
339話喬亞面對三虎使出曲率廚房，過程中，喬亞不斷以弗洛澤的面貌企圖使三虎分心，讓三虎在攻防與戰鬥反應上皆失去以往的水準；並使用「菌」對三虎進行料理，但是三虎毫不避諱，用飢餓空間將菌吞噬殆盡，並且用蛇之亂槍打反擊喬亞，喬亞卻藉由食運使攻擊無法命中，並再次攻擊三虎，但三虎的超再生能力也讓喬亞無法輕易料理三虎。
在喬亞全力施展後，三虎透過少數派世界立刻逆轉勝負，但是GOD的出現，讓喬亞藉著三虎因驚訝GOD的到來所造成的分心，用金色罐頭把三虎永遠封閉起來。
在漫畫381話得知三虎成功複製了喬亞的食運，並藉由食運將金色罐頭打破讓自己脫身。在意外發現到天狗布朗奇後，食用布朗奇要帶給三虎的另外4道阿卡西亞全餐菜單ANOTHER、NEWS、EARTH及ATOM。
食用了阿卡西亞全餐菜單的三虎其功力大增，甚至超越了八王；於是在與史塔俊、特瑞科聯手時，便讓自己成為此戰攻防的主軸，來對付阿卡西亞。
因為阿卡西亞將自身複製的食運全數吞噬，失去了食運所保護的三虎，被阿卡西亞迎頭痛擊並加以挑釁，因挑釁而憤怒的三虎便全力猛攻阿卡西亞，使得作為戰場的地球也幾乎被摧殘殆盡，但無奈阿卡西亞技高一籌，能作為武器的雙手及舌頭都被阿卡西亞所吞噬而只得暫時退離戰場，讓與紅鬼合而為一的特瑞科繼續與阿卡西亞對決。
在與特瑞科的對話中才得知阿卡西亞的挑釁別有用意，乃是因為NEO特別厭惡自己在吞噬生物時生物產生出憤怒的情緒，於是要讓三虎透過憤怒的力量去攻擊阿卡西亞。
在394話透過將肯的食運與地底所冒出的阿卡西亞前菜CENTER，將自己身體能量連同阿卡西亞前菜CENTER全數釋放出去,將地球復原,但自己因氣數已盡而石化。
在395話以食靈的身分前來參加特瑞科的婚禮。
| 菜式     | 食材                         | 捕獲等級 |
| 前菜     | 與弗洛澤的「相遇」           | 等級不明 |
| 湯       | 弗洛澤的「施捨」             | 等級不明 |
| 魚料理   | 我第一次感受到的家族「溫暖」 | 等級不明 |
| 肉料理   | 晚安的「吻」                 | 等級不明 |
| 主菜     | 弗洛澤的「笑容」             | 等級不明 |
| 生菜沙拉 | 弗洛澤給我的「鼓勵」         | 等級不明 |
| 甜點     | 弗洛澤的「教誨」             | 等級不明 |
| 飲品     | 弗洛澤的「夢想」             | 等級不明 |

| 基本技     |
| ---------- |
| 荊棘之舌   |
| 飢餓之舌   |
| 高山之舌   |
| 機關槍之舌 |
| 舌之屏障   |
| 飢餓空間   |
| 鏡像神經元 |
| 流星香料   |
| 少數派世界 |
| 流星爆裂   |
| 飢餓打擊   |
| 飢餓炸彈   |
| 流星雷射   |
| 飢餓鞭     |
| 道具       |
| 療水       |

### 幹部
阿爾法洛
聲優：梅津秀行（日本）；陳幼文（台灣）
三虎的親信，美食會侍應。平常的打扮是整齊的服務生制服外罩披風。耳朵上有帶螺旋狀耳環、最大的特徵應該是那延伸到額頭上的大鼻子和身上的八隻手。日文版設定對話中總是使用敬語稱呼別人。除了負責侍奉老大的飲食之外，還負責執行美食會在檯面下的各種秘密任務。
戰鬥能力甚至被認為在主廚克洛馬德之上，是已經能夠在美食界闖蕩的美食會超精英之一。在獵捕「世紀湯」的行動中前來冰地獄接應多米羅特他們。之後使出由八隻手射出去的「餐盤手裏劍」將纏鬥中的地獄波拉斯和寄生王蟲（獵捕等級72、81）一起碎屍殺死。是少數沒有背叛美食會的高級成員。
| 基本技     |
| ---------- |
| 餐盤手裏劍 |
| 道具       |
| 金盤       |
德雷斯
原美食會總廚師長。詳細請參考→#NEO（神秘組織）#原IGO、廚師、美食會成員。
奈斯尼
原美食會總廚師長補佐。詳細請參考→#NEO（神秘組織）#原IGO、廚師、美食會成員。
利蒙
美食會侍酒師。女性，工作是配合客人的要求協助選擇葡萄酒。
但據阿爾法洛表示，是實力已經足以挑戰美食界的美食會強者之一。襲擊美食祭典篇時使用把自己受到傷害反彈回去的強大招數。
| 基本技           |
| ---------------- |
| 試飲傷害         |
| 體內熟成「開栓」 |
凱伊托拉
原美食會專屬再生獵人。詳細請參考→凱伊托拉
拜魯
聲優：滝知史（日本）
美食會幹部。
札拉基拉
聲優：菊本平（日本）
美食會食品管理室長，在美食祭典打亂中與尼特羅和擁有”食義“的灰汁獸一起來到現場抓捕料理人。已死。
蠱虜
聲優：高橋直純（日本）
美食會星探，在美食祭典打亂中與尼特羅和擁有”食義“的灰汁獸一起來到現場抓捕料理人。已死。

#### 主廚
克洛馬德
美食會主廚。詳細請參照→#NEO（神秘組織）。
卡利鄔
美食會主廚。詳細請參照→#NEO（神秘組織）。
崩雷斯
美食會主廚。詳細請參照→#NEO（神秘組織）。

#### 副主廚
史塔俊
聲優：三木真一郎、速水獎【JSAT2010】（日本）；陳幼文（台灣）
美食會副主廚。阿卡西亞與弗洛澤之子，特瑞科的哥哥，與特瑞科是雙胞胎兄弟，也是他的宿敵。
平時總是戴著面具—濕婆面具，面具下的真面目是著留著黑色長髮，左側臉至肩部有著大片燒傷痕跡的美男子，能從手部發出高熱將物體燃燒，和美食會那些殘暴的成員相比，史塔俊相對的溫和許多，面對敵人時通常不會主動攻擊（除非是對方襲擊他）。
也相當有責任感，是美食會中唯一不會在開會中遲到的副主廚。任務失敗後甚至一肩扛起所有責任，在整個美食會中是最有人望的幹部，使用威嚇時身後會出現獨眼巨人。
戰鬥實力相當高強，在洞窟沙灘和法定長毛象篇操縱GT機體8號機體出現在特瑞科等人的面前，在洞窟沙灘操縱GT機體時，僅僅一瞥就令特瑞科和庫克直冒冷汗。
長毛象篇時將特瑞科打得落花流水，但由於特瑞科吃了寶石之肉使其細胞進化，加上GT機體性能不足以完全重現他的實力而落敗。第一次以真面目出現在特瑞科眼前時，宣稱特瑞科進入備戰狀態花了0.5秒，至少會死掉10次。
夥伴是隻長著4隻翅膀的巨龍，能夠以高速飛行，據說是美食界的生物。
漫畫「美食祭典篇」之中，史塔俊正在與特瑞科戰鬥中，被特瑞科以全力的「50連釘拳」、「100連雙重釘拳」、「腳之迴力鏢」、「飛叉加農砲」連續擊中，全身的盔甲及「濕婆面具」都碎掉。
後來雙方大戰期間，史塔俊被特瑞科的「美食細胞」能力－鬼手重傷之後，小松用「暗技－甦醒菜刀」救回了瀕死的特瑞科，也治療好史塔俊。後來史塔俊帶著昏迷了的小松，遇到與次郎對侍中的喬亞，其真正實力被喬亞稱為美食會NO.2，僅次於三虎。
他與喬亞的「爭奪小松之戰」幾乎一觸即發。其間，史塔俊因小松的「暗技」使「美食細胞」大幅度進化，像特瑞科一樣，「威嚇」中出現的獨眼巨人實現化！這種能力被喬亞稱之為「開花」。及後史塔俊感應了三虎的氣息，了解到一龍與三虎之戰的勝負，也要求次郎解除「至極點穴」，以免「流星香料」的瘋狂攻擊會殺死在場所有人。
在和三虎、特瑞科聯手對付阿卡西亞時,為了救特瑞科被阿卡西亞吃掉下半身,說出自己和特瑞科的身世之後,將食運給了特瑞科。
在漫畫395話中以親屬的身份前來參加特瑞科的婚禮。
第一次角色人氣投票中得到第八名。
| 基本技                         |
| ------------------------------ |
| 絞肉拳                         |
| 營火                           |
| 營火「中火」                   |
| 營火「大火」                   |
| 火盾                           |
| 火盾「BOne Fry」               |
| 熱消毒                         |
| 火焰旋風                       |
| 烈焰龍捲「火焰旋風」           |
| 燃焰刀「串燒」                 |
| 一刀「炙燒切片」               |
| 燃焰拳                         |
| 火焰槍                         |
| 火焰巨蛋                       |
| 燃焰射擊                       |
| Ultimate Routine（極致的臆斷） |
| 撒旦噴焰                       |
| 破星斬                         |
| 火焰驟雨                       |
| 美食千里眼                     |
| 暗技「甦醒菜刀」               |
| 道具                           |
| 燃焰刀                         |
| 濕婆面具                       |
格林帕吉
聲優：三矢雄二（日本）；于正昇（台灣）
美食會副主廚。庫克的宿敵。
初登場於「BB爆米花篇」，身型高大，特徵是四隻手臂（後來加到六隻），身上有許多刺青，瞳孔有三個複眼，個性上有點自我並且慵懶，有著反芻（本人自稱是美味的食物要重覆品嘗）跟抽菸的習慣。
被美食會上頭下令前來回收捕捉利卡爾猛獁象時失敗的GT機體，被茂松和曼薩姆攔阻，加上自身怕麻煩的性格而放棄，作為代價，他將寵物「傑克巨甲象」派到戌之叢林收取BB爆米花，而在戌魯火山等待的他則與特瑞科巧遇談論有關「GOD」的情報後展開激戰，後因為被美食會主廚召回本部而中斷，但他相當期待與特瑞科的再次對決。
持有的武器是以「惡魔大蚊」的口器加工而成，擁有極強彈力和持久性的吸管，擁有驚人的肺活量，能將遠處的一切包括生物通通吸盡，絕招有可以利用吐出的氣息抵銷敵人攻擊的「氣息迫擊炮」和將氣息如子彈般射出的「氣息銃」，最強絕技為吸盡一切空氣後再一次吐出的「氣息飛彈」。寵物為「傑克巨甲象」（Jack Elephant）。
在漫畫「美食祭典篇」，能吸掉庫克的毒，似乎擁有很強的抗體，但回到美食會後似乎因吸收太多毒而神智不清。
後來被可可使出的惡魔之毒引來，並幫助史塔俊對抗美食會的叛徒，最後因大意被喬亞殺死。
| 基本技     |
| ---------- |
| 氣息迫擊炮 |
| 氣息銃     |
| 氣息飛彈   |
| 蠕蟲噴射   |
多米羅特
聲優：石田彰（日本）；于正昇（台灣）
美食會副主廚。薩尼的宿敵。
留著一頭粉色短髮的白膚男子，平時總是露出一附帶著邪氣的笑容，身穿一件黑色帶有紅點的上衣，背部有著一對能使自己飛行的甲蟲翅膀。個性相當的殘忍對於屠殺其他生物或者是人類時完全沒有一絲猶豫，彷彿對他來說這只是飲水呼吸般輕鬆平常的事。
平時藉由在食道裡飼養各式各樣的寄生蟲，在戰鬥時就會將牠們從嘴巴釋放出來為自己戰鬥，必要時會用蟲卵作為彈丸來進行攻擊，通常自己都不出手而把戰鬥交給蟲子，但本身的戰鬥力也相當強勁，自己出戰時會將原本因為要釋放蟲子而收起的尖牙露出，
並且將用來拘束自己肌肉的圓框拿掉來進行肉搏戰。體內除了寄宿著無數昆蟲以外還有一隻由各種昆蟲混合的強大巨獸-「寄生王蟲」。在生氣或者湧起殺意時出現有如異形般的威嚇。
在冰之地獄與特瑞科見面後立刻就展開了激烈的戰鬥，但遲遲無法利用昆蟲擊敗特瑞科的狀態下，為了對特瑞科的強大表示敬意決定自己出戰，這場戰鬥最後導致兩敗俱傷，使得特瑞科的左手與自己的右手都斷肢，之後則又為了對付趕來支援的鐵平，
決定將「寄生王蟲」釋放同時自己也體力耗竭倒下最後被帶回美食會進行醫治，最後裝上了人工手臂代替原來的右手，並且找到了代替「寄生王蟲」的殺手鐧，又在體內飼養了更加強大的寄生昆蟲。
在漫畫227話中，多米羅特在一番戰鬥後被薩尼的「魔王之髮」完全吸收掉，正式宣告死亡。
後來被薩尼的「魔王之髮」吐出，並幫助史塔俊對抗美食會的叛徒，最後因大意被喬亞殺死。
| 基本技           |
| ---------------- |
| 水蒸氣爆發       |
| 蟲卵炸彈         |
| 硬化「飛翼屏障」 |
| 繭保存           |

### 分部長
愛爾格（艾瑞克）
聲優：高橋廣樹（日本）；于正昇（台灣）
美食會第一分部「調理輔助團隊」的部長，全身纏滿繃帶，看不出面孔及性別。負責將各團隊的食材在主廚的指示下進行調理。
在「寶石之肉」獵捕失敗的檢討會議中缺席，但據阿爾法洛表示，是實力已經足以挑戰美食界的美食會強者之一。
襲擊美食祭典時和天狗布朗奇交戰，雖借下身融合的馬王黑拉克的力量和自身美食細胞的力量不停再生，但最後亦因布朗奇的絕技而受到永不停歇的電擊，最後美食細胞放棄再生，化為飛灰而死。
| 基本技   |
| -------- |
| 黑拉克踢 |
優吾（虞）
聲優：前野智昭（日本）；于正昇（台灣）
美食會第二分部「情報收集團隊」的部長，主要工作是收集未確認食材的情報及搜查。
擁有白皙的皮膚及淡紫色頭髮。裝扮就像是中世紀歐洲貴族的衣服。外表在眾美食會幹部中看起來較為陰柔的美男子。看似個性溫和，非常有紳士風度和禮貌，但其時同樣也是冷酷無情的性格。戰鬥技術眾美食會支部長中也是一流的。
向主廚提供了「世紀湯」的情報，之後運用唯有他才能操縱的「微型」GT機體從小松的手中搶奪了僅剩的最後一碗「世紀湯」。襲擊美食祭典時使用香料進行戰鬥。現在實力已經足以挑戰美食界的美食會強者之一。
| 基本技             |
| ------------------ |
| 刺激調味料「解鹽」 |
傑利鮑伊
聲優：高橋英則（日本）；符爽（台灣）
美食會第三分部「食材開發團隊」的部長。主要工作是使失去的食材復活，創造新品種食材。
外表看起來是個狂野的不良少年，特徵是很長的耳垂。襲擊美食祭典時和美食騎士母長愛丸以及美食流氓會長馬基戰鬥，推測死亡。
| 基本技         |
| -------------- |
| 木屑「微塵鞭」 |
巴利卡門
聲優：木村雅史（日本）；陳幼文（台灣）
美食會第四分部「調理器具籌備團隊」的部長，負責製作調理器具。
外表是個長著獠牙的壯漢，身上穿著用撞擊海龜龜甲製作的防具。身體能夠分泌「不凍液」，能在冰天雪地下活動自如，即使在暴風雪中睡覺也不會凍死，還能抵銷身體受到的衝擊。擅長招式為「石油衝擊」。
世紀湯篇和馬基交戰，被其擊敗。
| 基本技   |
| -------- |
| 石油衝擊 |
| 拍肉頭槌 |
| 碎肉撞擊 |
| 甲殼屏障 |
| 碎肉套索 |
| 碎肉攔截 |
| 道具     |
| 不凍液   |
波奇伍茲
聲優：竹本英史（日本）；黃天佑（台灣）
美食會第五分部「採購團隊」的部長，負責以特殊調理技術引出食材的美味。
63回初登場時帶著海螺狀的頭罩。全身的骨頭大約4000塊，且肌肉柔軟性極佳，能做出常人難以想像的動作。
會寄生於他人身上，並以寄生對象之面貌行動（將宿主的骨頭抽出，進入宿主體內並支配其神經以操作）。收藏了數十具宿主，並以此為樂。
世紀湯篇和瀧丸交戰，被其擊敗。
| 基本技     |
| ---------- |
| 不規則射擊 |
| 規則打擊   |
| 不規則烙鐵 |
| 烙鐵打擊   |
賽多爾
聲優：陶山章央（日本）；陳幼文（台灣）
美食會第六分部「食糧調配團隊」的部長，負責在世界各地收集食材。
是個有著收集動物眼球這個噁心嗜好的變態。在獵捕「利卡爾猛獁象」行動中操縱著7號GT機體。雖然第一個進入猛獁象體內，但是卻在裡面迷了路而老是走回到胃部。之後和特瑞科一行相遇，並且和薩尼（決定留下來美麗的解決掉敵人）展開激烈對戰。
雖然看穿了薩尼的觸覺有持久力上的弱點，但是卻被薩尼用苦肉計引誘進射程範圍內，被最強力道髮拳痛毆後因為天線核被觸覺細絲勒緊破壞而戰敗，任務失敗後被美食會上頭的人作為懲罰打的體無完膚。

### 廚師
千代
聲優：坂本千夏（日本）；林沛笭（台灣）
生日：4月12日（牡羊座）、血型：AB型、身高：1.42米（4尺8寸）、體重：250 公斤（550 磅）、視力：2.0、腳的尺寸：22公分
長年在前世界廚師排名前5名以內，雲隱餐館前代主廚，被譽為纖細料理的千代，人稱一刀價值一億元的天才廚師，與「人間國寶」節乃齊名，是少數能料理肥皂泡水果的廚師，過去在料理慶典獲勝次數共4次。
和珍鎮鎮過去是搭檔，也是夫妻，稱呼他為「小珍」，實力足以擔任食林寺的師範代，卻在數年前莫名失蹤。再次出現時，卻已經為了得到美食神的第八項食材「前菜」令兒子復活而投效美食會，為消滅食林寺展開攻擊，不僅只用威嚇就能讓對外來者隱藏的食林寺現身，之後食林寺的師範幾乎遭其殺死。
最後和小松等人進入食靈的廚房之後終於見到其兒子的靈魂,心裡也釋懷了 。
| 菜式     | 食材               | 捕獲等級 |
| 前菜     | 涼拌釋迦花         | 等級不明 |
| 湯       | 感謝之泉味噌湯     | 等級不明 |
| 魚料理   | 出家鮭生魚片       | 等級不明 |
| 肉料理   | 瞬間煙燻合掌豬     | 等級不明 |
| 主菜     | 食義烤孔雀大佛     | 等級不明 |
| 生菜沙拉 | 青蔥溫野菜沙拉     | 等級不明 |
| 甜點     | 肥皂泡果紅豆麻糬湯 | 98       |
| 飲品     | 清水茶             | 等級不明 |

| 基本技           |
| ---------------- |
| 砧板盾牌         |
| 一刀「雷切」     |
| 暗技「甦醒菜刀」 |

大竹
聲優：優希比呂（日本）；孟慶府（台灣）
25歲(第一章)→29歲(第二章)。前世界廚師排名第99名，小松過去學習廚藝時的同伴，餐廳童話之城的大廚，透過媒體宣傳和使用高等食材提高自己在廚師中的排行，但個性因此變得狂傲自大，不把客人看在眼裡，而遭到小松的斥責。在小松憤而離開其餐廳不久，被美食會綁架，後來加入美食會，成為史塔俊的搭檔。
在千代攻擊食林寺的行動中為了與小松道別和意圖讓小松放棄對他的關切，就跟者來到現場。然後當場對小松使出暗技「甦醒菜刀」，在搭檔的接應下離開。
在天狗布蘭奇的帶領之下和特瑞科等人會合，料理完GOD之後在布蘭奇的接應之下逃離現場,雖然期間遭到NEO的攻擊,但是在食運的保護之下並沒有受傷。
| 基本技           |
| ---------------- |
| 暗技「甦醒菜刀」 |

### 第六分部成員
基德
原在美食會屬第六分部，是個新人。參照→基德
阿貝
聲優：矢部雅史（日本）；黃天佑（台灣）
在美食會屬第六分部，有「雜食者」之綽號。IGO比賽中出現的GT機體操作員，以羅特共和國的總統多培姆混進去，綠色的表皮容易讓人以為是妖怪，是個即使殺了人心裡也很狂喜的殺害狂，喜歡咬屁屁蟲，殺死了絨毛的母親。美食祭典篇時對上鈴，被鈴的香水劍擊中而睡著落敗。
| 基本技           |
| ---------------- |
| 剝皮射擊         |
| 食技「人肉刨刀」 |
薩帕
聲優：大林洋平（日本）
在美食會屬第六分部，有「怪人」之綽號。外貌是個身上有許多刺青的光頭男子。操縱裝備了眾多火器的重裝甲高火力型GT機體。在利卡爾高原上不慎被利卡爾猛獁象踩扁，雖然幸運沒有損傷到核心，但是之後基德為了爭功勞而將機體完全破壞因而不得不退出戰線。
多薩
在美食會屬第六分部，有「野人」之綽號。操縱GT機體2號機體。
美食祭典篇時對上鈴，被鈴的香水劍擊中而睡著落敗。

### 技術部成員
喬喬
原負責GT機體等美食會中的工程技術核心成員，參照→喬喬

## NEO（神秘組織）
NEO美食理想鄉追求三樣東西，美味、「烹調法」是指筆記、交通工具是指方舟。

### 首領
喬亞
聲優：難波圭一（日本）；黃天佑（台灣）
NEO首領。外號「黑暗廚師」，持有美食神阿卡西亞搭檔弗洛澤的傳說菜刀「灰姑娘」。十年前為非IGO加盟國—吉塔爾王國的皇室御廚。
據萊布貝亞拉的說法是唯一了解如何完全去除劇毒馬鈴薯的毒素並擁有美食神阿卡西亞的飲品ATOM相關情報的人。從節乃的說法中自己原是美食祭典的六名常勝軍之一（除節乃以外，其餘四名為薩烏斯、猶達、千代、布朗奇），然而卻被查獲在祭典中多次使出卑鄙的手段之下被永久逐出料理界。之後與吉塔爾王國的國王達尼爾‧卡恩聯手透過該王國的美食賭場跟走私交易獲取大量金錢跟情報後，著手奪取美食神的秘密筆記與達尼爾一同離開吉塔爾王國。貌似擁有在對方身上造成「傷痕」就能操縱對方的能力。外表看似弗洛澤，其實是弗洛澤喝PAIR產生的新的靈魂，對自己來說弗洛澤的存在只會給阿卡西亞給扯後腿。漫畫版和史塔俊對戰時消耗太多食運以致於被三虎給打成重傷，最後被阿卡西亞給予致命一擊所殺化成灰燼。動畫版進化成最終型態與強化後的特瑞科對戰敗北之下逃回美食界。
| 基本技             |
| ------------------ |
| Tasting Scope      |
| 億片斬             |
| 鮮度UP「甦醒斬」   |
| 神之料理術「空斬」 |
| 魔王微塵切         |
| Taste Change       |
| 瞬間脫皮           |
| 曲速廚房           |
| 億枚切             |
| 發光菌             |
| 魔王風穴           |
| 行星剝皮切法       |
| 魔王消化液         |
| 魔王點火           |
| 道具               |
| 灰姑娘             |
| 命球               |
| 金砧板             |
| 金罐頭             |

### 幹部
達尼爾‧卡恩
聲優：石塚運昇（日本）；符爽（台灣）
前吉塔爾王國國王。離開吉塔爾王國之前因為女傭貢獻的「玫瑰牡蠣」時忘記加入「玫瑰檸檬」，因而直接將口中的牡蠣吐在該對方的臉上(動畫版則改為食用牡蠣前察覺該女傭並未加入檸檬，而直接下令將對方關進牢裡)。
卡尼爾·莫克伊
聲優：齋藤志郎（日本）；陳幼文（台灣）
年營業額超過二十兆的「全美食股份公司」會長，美食大富豪，世紀湯的委託人，曾以找出美食櫥窗的酬勞雇用特瑞科一行人，但在得知美食櫥窗已完結後轉而回去。
瑪邁·摩伊
聲優：寶龜克壽（日本）；符爽（台灣）
美食百萬富翁，美食大富豪。八百十二兆元天總資產（世界第三）的基礎「美食旅行者」會長。

### 原IGO成員
茂松
聲優：石井康嗣（日本）；黃天佑（台灣）
原IGO副會長。實力未知，平時總是戴著鼻夾並將左眼閉起，戰鬥時睜開的左眼會變成紅色，力量也會隨之增強。
漫畫230話中被證實為NEO的奸細並且偷襲曼沙姆所長。在漫畫293話被特瑞科用無限釘拳終結生命。漫畫294話中證實被喬亞所操控，被無限釘拳打中後回復自我。在懊悔之中流著淚被一眾鮟鱇鳥給吃掉。
| 菜式     | 食材       | 捕獲等級 |
| 前菜     | 鋸子磨菇   | 等級不明 |
| 湯       | 死鷲之血   | 等級不明 |
| 魚料理   | 花紋海膽   | 等級不明 |
| 肉料理   | 震動龍     | 等級不明 |
| 主菜     | 灰虎之眼   | 等級不明 |
| 生菜沙拉 | 熱胡蘿蔔   | 等級不明 |
| 甜點     | 國王葡萄柚 | 等級不明 |
| 飲品     | 熔岩酒     | 等級不明 |
烏曼梅田
聲優：小西克幸（日本）；陳幼文（台灣）
原IGO事務局長，外表形似人妖。最開始叫小松要拿出凱拉巨鱷的人。漫畫230話中被證實為NEO的奸細，更將IGO總部的要員全數所殺。漫畫294話中證實被喬亞所操控。
光才老
聲優：麥人（日本）
「美食仙人」，負責尋找美食神菜單中的「ATOM」，為防範美食會在烹調節捕抓廚師自願前往處理。在美食祭典發現原來是NEO派往IGO的間碟現已成為怪物。
| 基本技             |
| ------------------ |
| 食術「吞噬卡路里」 |
| 道具               |
| 命球               |
諾馬契
原G7。
託波
原G7。
亞蒙
聲優：坂卷學（日本）
原G7。

### 原廚師
薩烏斯
聲優：濱田賢二（日本）；于正昇（台灣）
世界排名廚師第1名，外號「料理王」，店鋪「薩烏斯餐廳」，過去在料理慶典獲勝次數共14次。被節乃稱為「薩烏」，布朗奇則稱之為「大鬍子」。最初在美食會入侵會場時在比賽黑暗料理項目中被暗算，全身焦黑一片，後被發現為NEO的成員現已成為怪物。動畫版最後喬亞敗給特瑞科，隨之被帶回美食界。但後在三虎攻擊喬亞之下恢復自我意識，才確定也是被喬亞所控制。回復自我後帶領鐵平與小梅到存放金廚具的所在地。第373話中，自願為鐵平、小梅斷後與亞波羅一同抵擋烏曼梅田。
| 菜式     | 食材               | 捕獲等級 |
| 前菜     | 札歐斯旗魚生片切片 | 等級不明 |
| 湯       | 崩多貝濃湯         | 等級不明 |
| 魚料理   | 酥炸加特鯊         | 等級不明 |
| 肉料理   | 烤加爾達龍         | 等級不明 |
| 主菜     | 燉煮煩惱岩         | 等級不明 |
| 生菜沙拉 | 伊斯塔萵苣凱撤沙拉 | 等級不明 |
| 甜點     | 兔哈密瓜沙拉       | 等級不明 |
| 飲品     | 熱耶卜利河水       | 等級不明 |

| 基本技         |
| -------------- |
| 一刀「輪回斬」 |
| 道具           |
| 命球           |

亞波羅
被譽為「太空料理的開拓者」，世界廚師排名第27名，店鋪「SPACE」。現在是NEO的成員(已恢復自我)。自願為鐵平、小梅斷後與薩烏斯一同抵擋烏曼梅田。

### 原再生獵人
莫揚羞羞
擁有世界最強技術的再生獵人，美食人間國寶之一，普金的師父。之前行蹤不明。現已成為怪物。
| 基本技   |
| -------- |
| 食人草皮 |
| 絲槍     |
| 倒帶     |

### 原美食會成員
德雷斯
聲優：園部啟一（日本）
原美食會總廚師長。戴著一頂非常高的廚師帽，背後背著兩把菜刀的老人(被史塔俊、格林帕吉、多米羅特聯手所殺)。
奈斯尼
聲優：楠大典（日本）；符爽（台灣）
原美食會總廚師長輔佐。梳著大背頭的鬍子男。(被史塔俊、格林帕吉、多米羅特聯手所殺)。
凱伊托拉
聲優：白川周作（日本）
原美食會專屬再生獵人。
| 基本技   |
| -------- |
| 桌巾     |
| 荊棘之根 |
克洛馬德
聲優：金尾哲夫（日本）；黃天佑（台灣）
原美食會主廚。平常的打扮和高級餐廳主廚很像，和德雷斯一樣戴著一頂非常高的廚師帽的八字鬍男。在獵捕「利卡爾猛獁象（寶石之肉）」的行動失敗後召開的幹部會議上首度現身。為了以示懲戒，將負責獵捕行動的第六分部所有成員狠狠修理一頓。之後詳細說明美食細胞的「進化」意義並重申了美食會的最終目標「GOD」，要大家趕快去找除了寶石之肉外能夠讓細胞進化的食材，最後被史塔俊、格林帕吉、多米羅特聯手所殺。
卡利鄔
原美食會主廚。在奪取AIR時被憤怒的特瑞科所殺，其遺體成為AIR之樹的養分。
| 基本技 |
| ------ |
| 蠅帳   |
崩雷斯
原美食會主廚。為NEO的成員，在奪取AIR時被憤怒的特瑞科所殺，其遺體成為AIR之樹的養分。
喬喬
聲優：島田敏、長【JSAT2010】（日本）；于正昇（台灣）
原負責GT機體等美食會中的工程技術核心成員，穿著像中世紀苦行僧的袍子，是個外貌可怕，身材矮小，拿著拐杖的老人，現已成為怪物。
基德
聲優：安元洋貴（日本）
原美食會第六分部成員，是個新人，原作中本人並未現身，體型高大，能夠操縱使用難度高的「巨大」GT機體。是個為了自己的功勞不惜背叛夥伴的人。
在獵捕「利卡爾猛獁象」行動中為了有更突出的表現而破壞紮伊巴所操縱的GT機體，之後因為覺得光靠機體無法對付猛獁象而決定以殺掉特瑞科和薩尼這兩位四天王的方式來立功。之後和及時趕到的庫克展開對戰，仗著GT機體的強度和耐久性占據上風。但是最後被可可製造出的「王水」腐蝕天線核造成無法控制平衡感而戰敗。之後在接受獵捕行動失敗的懲罰時似乎被主廚所殺。

## 其他角色

### 研磨師
第一代梅爾克
→第一代梅爾克
第二代梅爾克
聲優：矢島晶子（日本）；林沛笭（台灣）
21歲(第一章)→25歲(第二章)。繼承世界第一的研磨師梅爾克之名，成為二代梅爾克的天才研磨師。
能瞬間將捕獲等級22的巨型金剛剔除30%的體毛。被特瑞科稱讚是相當不錯的刀法。嬰兒時期遭人棄養，所幸被初代梅爾克所救並養育成人，成為了初代的養女。臉上有十字傷疤，相貌清秀俊美。實力算不錯，所發出的殺氣能震懾住宅周圍15級的怪物群，但對22級的怪物還是需要動手。
為了守護下落不明的第一代的招牌，放下了身為女性的身分，因為與特瑞科和小松相遇。使她更加深了身為研磨師的自信心。搭檔是隻名為波奇可的吸血金剛。手藝很好但對自己沒有任何的自信，後來經小松的鼓勵下有了成為第二代最不可缺少的信心。
海之大陸篇中負責製作金廚具所需的菜刀和鍋鏟。
第一次角色人氣投票中得到第十名。
| 菜式     | 食材       | 捕獲等級 |
| 前菜     | 戈特川海藻 | 等級不明 |
| 湯       | 炸濃湯     | 等級不明 |
| 魚料理   | 超級曼波魚 | 等級不明 |
| 肉料理   | 炙烤綿毛牛 | 等級不明 |
| 主菜     | 競標鰻魚   | 等級不明 |
| 生菜沙拉 | 蜂蜜甘藍   | 等級不明 |
| 甜點     | 鉤爪甜甜圈 | 等級不明 |
| 飲品     | 雌雄精華   | 等級不明 |

| 基本技       |
| ------------ |
| 鱗片斬       |
| 道具         |
| 磨刀石靴     |
| 層次磨刀石   |
| 千德菜刀     |
| 八色出刃     |
| 力量切菜刀   |
| 復興牛刀     |
| 黑小出刃菜刀 |
| 亂中華菜刀   |
| 無限水果刀   |
| 羽衣薄刃     |
| 一刀柳刃     |
| 開罐器       |

### 食林寺
位處迷失森林中修練食義的最高聖地，所有對食物滿懷感謝之情，根本沒法在樹海中發現此地，寺中更多有各式機關，唯有精通食義才能避免遭到攻擊。食林寺在全世界各地都有分部讓廚師、學生或食林寺美食企業的新人修練，在本部食林寺修練者則多半是遭到美食裁判所判決的受刑人。和關押重罪者的蜂巢監獄不同，食林寺只是矯正食義的特殊機關，一旦食義修習改過自新，便能重獲自由。特瑞科為了獲得鎮寺之寶肥皂泡水果，與小松前往該地修練。
秀
聲優：千葉進步（日本）
食林寺代理師父，負責特瑞科跟小松的初步入門修練。技巧是水果刀。在千代婆婆等人入侵食林寺時不敵混合怪獸。
| 基本技           |
| ---------------- |
| 食技「瞬間放血」 |
兀峯
聲優：園部啟一（日本）
食林寺代理師父，被千代婆婆打成重傷，故事最後有前去參加特瑞科的婚禮。
| 基本技         |
| -------------- |
| 食技「百片斬」 |
和琴
聲優：川田紳司（日本）
食林寺代理師父，被千代婆婆殺死。
| 道具       |
| ---------- |
| 出刃雙截棍 |

### 特瑞科的好友
十夢
聲優：柿原徹也【電視動畫】╱津田健次郎【CD廣播劇】╱藤原啓治【JSAT2009】（日本）；陳幼文（台灣）
特瑞科的親友兼買賣商美食中央買賣市場(又稱世界廚房)，常給予特瑞科各方面的建議與情報。曾駕駛小艇帶領特瑞科與小松一行前往捕獲凱拉巨鱷的巴巴利亞島。
森爺
聲優：江川央生（日本）
「酒店 Bar Heavy Lodge」的老闆，綽號慧眼森爺，擁有確實能看出一個人的實力與才能的眼光。
史麥爾
聲優：津田健次郎（日本）
「food建設微笑事務所」的美食一級建築師，特瑞科的糖果屋設計者。因特瑞科經常沒幾天，甚至建造好的當天就將房子吃個精光而失去笑容。

### 美食監獄的囚犯
海苔介（ノリ介）
聲優：坂卷學（日本）
因為吃霸王餐導致數家美食飯店損失數兆日元而入獄（包括小松所工作的飯店）。喜歡吃甜食。
里克（リック）
聲優：白川周作（日本）
因私售和使用毒品食材而入獄。
喬麥爾（ジョイマル）
美食食材盜獵集團頭子，濫捕十七種共一千六百頭保護動物的重罪犯而入獄。
拜坦（バイダン）
聲優：銀河萬丈（日本）
美食山賊的首腦，因他是作為殺害二十名美食獵人並掠奪糧食的凶惡犯人而入獄。

### 其他相關角色
多培姆（ドヘム）
聲優：金光宣明（日本）
羅多共和國的大統領。IGO常任理事国首腦。
哈奇（ハッチ）
聲優：小池謙一（日本）
美食記者。
海圈（うみまる）
聲優：白川周作（日本）
美食經濟學家。
哈迪斯（ハデス）
住在沙園的老太太。
帕波
聲優：園部啟一（日本）
美食神社本殿的管理人，職業美食神官。
善治（よっち）
聲優：石田太郎（日本）
原美食獵人。漫畫147話登場，已死亡。
美子（みこ）
聲優：土井美加（日本）
余吉的妻子。漫畫147話登場，已死亡。
彭歌奇（ぽんこち）
聲優：白川周作（日本）
美食DJ。
森田
聲優：島田敏（日本）
美食雜誌「Calorie」編輯。
將品（ジャンピン）
聲優：田中一成（日本）
國聯軍的元帥。
胸毛（ムナゲ）
聲優：長（日本）；陳彥鈞（台灣）
美食祭典司會者。第50回料理慶典主持人。
能其（ノンチー）
聲優：家中宏（日本）
生態村ECO LAND村長。為占卜壽司店店長蒙奇的四位哥哥其中之一，口頭禪與弟弟蒙奇相似，為中性的「傻子」。
哈那克（ハナゲ）
烹飪記者的領導人。
卓（すぐる）
漫畫263話登場，人間界的居民。
善（ゼン）
患有疾病的少年。
帕迪
漫畫3話登場。
鼻毛
漫畫214話登場，職業料理慶典播報員。
千春
MUMONCYUGA的老闆。
Hitoshi
徠布貝亞拉收藏的美食記憶之一，它是美食家，上面寫拉麵、漢堡、海鮮井、肉便當、炸牡蠣。
小次郎
姓名曾在作者以前的作品世紀末領袖傳作品出現過，在漫畫15話登場。
潶友希
健康之神。姓名曾在作者以前的作品世紀末領袖傳作品出現過，在漫畫16話登場。
尤利亞
姓名曾在作者以前的作品美食獵人TORIKO外傳 島袋光年短篇集作品出現過，在漫畫21話登場。
江里也
姓名曾在作者以前的作品美食獵人TORIKO外傳 島袋光年短篇集作品出現過，在漫畫64話登場。
衝鋒吾郎
姓名曾在作者以前的作品美食獵人TORIKO外傳 島袋光年短篇集作品出現過，在漫畫64話登場。
校長
姓名曾在作者以前的作品世紀末領袖傳作品出現過，在漫畫167話登場。
混藏
姓名曾在作者以前的作品世紀末領袖傳作品出現過，在漫畫200話登場。

### 美食界的住民
瑪痞（マッピー）
旅行蛙，前妖食三獸士。
| 道具 |
| ---- |
| 命球 |
阿武（たけし）
前妖食三獸士。
野箆吉（のぺ吉）
一目小僧，前妖食三獸士。
達摩仙人（ダルマ仙人）
妖食界的村長。據布朗奇所說，其長相似乎非常醜。是個色鬼。
狄納（ディナー）
青鬼，妖食三獸士，來自鬼之村。職業為再生師。
| 道具     |
| -------- |
| 化身羽衣 |
| 解毒之花 |
| 臟器之果 |
諾修（ノッシュ）
河童，妖食三獸士，來自河童谷。職業美食獵人。
| 基本技   |
| -------- |
| 盾盤     |
| 大盾盤   |
| 道具     |
| 化身羽衣 |
CAR蛙

| 基本技 |
| ------ |
| 最高檔 |
猩猩郎
大蛛猩。
火星蟑螂
在火星上進化的蟑螂。原型疑似來自Terra Formars ~火星任務~。
盤
美食美容院Bar Ber GOURMET的店長（美食美容師）。
店外有寫價格，如：剪髮1000圓、燙髮2000圓、染髮2500圓、造髮沒寫和全餐菜單10萬圓。
森爺
Bar Heavy Lodge店長。
恰可（チャコ）
鎮上的少年。
馬里（マリ）
七貝廚師。
十貝五人衆
康德溫得（コンドルウインドー）
十貝廚師。深海藻料理「BLUE INN」老闆兼主廚。在料理對決中對上猶達，起初藉由曲速廚房遙遙領先，卻因對方太過年輕，以及全套菜單等級太低而大意輕敵，進而導致落敗。
| 基本技   |
| -------- |
| 曲速廚房 |
皮克尼可蹦巴（ピクニックボンバー）
十貝廚師。油潮專門料理店「珊瑚塔」店長。
卡其諾奇修（カキノキッシュ）
十貝廚師。水壓食感料理「ICE SHOCK」主廚。對二代梅爾克有好感。
阿薩爾迪（アサルディー）
十貝廚師。深海絲綢刺身餐館「SILK MARINE」老闆兼主廚。之後自願吃下全套菜單，將自身的身體供首領·史萊姆使用。
| 基本技   |
| -------- |
| 次元通道 |
鎂梅（メイメイ）
十貝廚師。海鍋餐廳「龜里」店長。自稱自己的曲速廚房的質量比阿爾薩迪高。
ST10（Spiritual Taster）
住人味道鑑定士。
閻魔大王烏賊（閻魔大王イカ）
魂界掌管者，是位食靈同時也是靈魂再生師，對進入魂界的小松等人告知如何使靈魂復活的方法。
梅露（メイル）
總料理長。閻魔大王烏賊的女兒。

### 動畫原創角色
蒂娜
聲優：水樹奈奈（日本）；林沛笭（台灣）
動畫版登場角色，漫畫直到145話才登場。
美食新聞主播，總是隨身帶著手提攝影機以方便獲取第一手獨家新聞報導,但每次都沒錄成或畫面被擋著而失敗告吹。說話經常會掛著「超大碗、超大盤、1公克」這幾個字，負責片尾曲後的欄目以及下集預告。身邊飼養著一隻乳黃色鴿子庫波。
第一次角色人氣投票中得到第十七名。
貝克（ペック）
聲優：桃井薰（日本）
電影原創人物。美食獵人TORIKO 3D 開幕!美食大冒險!!登場。
馮多波諾（フォン・ド・ボーノ）
聲優：三瓶由布子（日本）
動畫42話登場。資産家。
留烏泰（リョウテイ）
聲優：大塚明夫（日本）
動畫69話登場。
小涼（コリョウ）
聲優：折笠富美子（日本）
動畫69話登場。
茴香（クミン）
聲優：高戶靖廣（日本）
動畫第69・70話登場。薩芙拉的父親。
薩芙拉（サフラ）
聲優：仙台惠理（日本）
動畫第69・70話登場。美食屋。茴香的女兒。
川越達也（タッチーノ・カワゴエ）
聲優：川越達也（日本）
料理店店長。
基利姆（ギリム）
聲優：北大路欣也（特別出演）、大友龍三郎（遊戲）（日本）
美食獵人劇場版美食神的超食寶登場，動畫是113話登場。美食會最高特別料理顧問。
| 基本技     |
| ---------- |
| 烈焰焚燒   |
| 烈焰焚燒拳 |
| 烈焰拳     |
| 烈焰長矛   |
菖蒲（あやめ）
聲優：真矢美季（特別出演）、魏涼子（遊戲）（日本）
美食獵人劇場版美食神的超食寶登場，動畫是113話登場。舊第一生態區所長。
POCHY（ポッチー）
| 基本技     |
| ---------- |
| 達芙文點穴 |

## 美食細胞惡魔
美食細胞的具現化個體，分為不同種族，誕生之後為了滿足進食的本能便在宇宙間不停行動，生命消逝後會化為食慾寄宿在適合的宿主身上，待宿主死亡之後會離開成為食靈般的存在直到遇見下一任適合的宿主。
特瑞科的美食細胞惡魔
| 紅鬼（歐格，OGRE） 特瑞科的美食細胞惡魔之一。體內寄宿著不止一隻強大的美食細胞惡魔，其紅色惡魔為過去宇宙中曾被稱為NO.1的孤高戰士歐格，性情雖然溫和，可一旦發起怒來則無人可敵，特點是嗅覺非常靈敏。最終於漫畫第387話自願犧牲讓特瑞科吃掉，繼而成為特瑞科的一部份。 | 藍鬼（撒旦） 特瑞科的美食細胞惡魔之一。在與馬王的戰鬥中覺醒了藍色惡魔的力量，其性情更加張揚，特瑞科的一頭藍髮即為體內寄宿著藍色惡魔的緣故，其所青睞的食物與紅色惡魔不同，似乎對NEO體內的藍色食材很感興趣。 | 白鬼（惡魔） 特瑞科的美食細胞惡魔之一。除紅鬼與藍鬼之外，特瑞科體內還有一隻長著翅膀，其相貌與大佛相似的白色惡魔，其性格似乎很紳士，與特瑞科對話時會加上先生，特瑞科出生時臉上就帶著的三道疤即為白色惡魔的特徵標誌。 |

| 庫克的美食細胞惡魔（毒藥，POISON） 據吉吉所說他曾經用自己的毒控制無數的生物，並且統治他們。或許這就和庫克能用毒控制格林帕吉的能力有關。 | 薩尼的美食細胞惡魔（毛髮，HAIR） 據吉吉所說他曾經將整個星球都吞入身體裡面，然後再將其吐出，並支配他們。或許這就和薩尼能吞噬多米羅特的能力有關。 | 賽普拉的美食細胞惡魔（聲音，VOICE） 據吉吉所說賽普拉的惡魔曾毀滅無數的星球，若是甦醒了，地球的生物恐怕都要逃離地球。 |

| 小松的美食細胞惡魔 在食王AIR的料理中，小松的神之料理術初見雛形。 美食細胞終於出現，捕獲食王AIR成功。 | 乔亚的美食細胞惡魔 曾因說了弗洛澤的壞話而激怒三虎。 | 弗洛泽的美食細胞惡魔 |

咚·史萊姆（ ドン・スライム ）
一龍的美食細胞惡魔。曾輕易擊敗並殺死NEO。曾說過若是覺得名字難記的話，能稱他為「咚史萊」。
| 基本技              |
| ------------------- |
| 首領刀              |
| 首領叉              |
| 黑色霹雷            |
| 漆黑龍捲            |
| 黑之磨泥板          |
| 龍捲研磨            |
| 傾盆而降吧-災害豪雨 |
NEO（ ネオ ）
阿卡西亞的美食細胞惡魔。在最初之時為最弱小的美食細胞惡魔，之後在被尼特羅忘在某個星球時變成災害，最後被白鬼一指打倒。而後被特瑞科感化。
捕獲等級:22000
阿修羅
曼沙姆的美食細胞惡魔。
多米洛特的美食細胞惡魔

## 尼特羅

### 美味仙人（红色尼特羅）
| 咖卡 銀之主廚。紅魈，美味仙人。 在靈魂界教導小松捕獲食寶PAIR的真正方法。 並告訴眾人藍魈的真正目的。 多年前，早已被藍魈殺死，成為了食靈。 | 吉集 金之主廚。紅魈，美味仙人。 後在為告訴眾人GOD的料理法時被阿卡西亞吞噬死去，在死亡前仍一心想要告訴特瑞科等人GOD的料理法。 奇齊 銅之主廚。紅魈，美味仙人。 是個色鬼。 在第1生態區擔任一龍全套菜單「主菜」的守護者。 後為救四天王而讓他們吃下自己的肉而死去。 |

### 美食貴族（藍尼特羅）
又稱美食貴族。比起紅色尼特羅來說，他們更為強大，所以他們將紅色尼特羅視為奴隸使喚，跟一般尼特羅不同的是它們的嘴張開來，是分為四塊。其後爆出他們真面目為美食細胞的產物，另外目前有八隻藍色尼特羅，其名分別對應著地球的全餐菜單的八大食材。與阿卡西亞合作的原因是為了將阿卡西亞的美食惡魔「NEO」封印進金罐頭裡。
| 基本技       |
| ------------ |
| TASTE CHANGE |

| 基本技       |
| ------------ |
| 一光年螺旋切 |

| 基本技   |
| -------- |
| 地函射擊 |
| 星之去核 |

| 基本技   |
| -------- |
| 地殼剝除 |

| 基本技   |
| -------- |
| 鋼刷射擊 |

| 基本技   |
| -------- |
| 剁碎衝擊 |
| 道具     |
| 命球     |

## 生物、動物、猛獸

### GOD
能影響全世界的食材。真面目為巨大的黃金蛙。
捕獲等級:10000。

### 八王
分別統治「美食界」八塊大陸的「獸王」，位於每塊大陸的食物鏈頂端。只有現任最強的八隻獸王可以被世人稱之為「八王」，一直處於群雄割據的美食界也是依靠這些王的後代們勉強維持住平衡。八王之所以能長年位於食物鏈頂端除了強大之外，還有像小動物般的敏銳使牠們在多次生物滅絕危機悻存下來。曾察覺到特瑞科的覺醒會對牠們帶來威脅。
八王曾協助人類及紅色尼特羅擺脫藍色尼特羅的奴役。妖食界的達摩仙人說過多虧了八王的庇護妖食界才能保存下來，連藍色尼特羅也不敢隨便對八王出手。
為了阻止阿卡西亞食用GOD以復活NEO，狼王呼喚其他八王前來第二大陸支援。在和阿卡西亞的戰鬥結束之後,被迫退出八王的職位,而美食界也因此群雄割據。
- 「馬王」赫拉克勒斯（ヘラクレス）

棲息在第八大陸「雨之大陸」馬王之丘的八王。是隻以空氣為食(稱之為大氣食)，亦用呼出的空氣炮進行攻擊的巨型幻獸赫拉克。每年通常只呼吸（進食）一次，一次得吸入約3600億噸的新鮮空氣。但在分娩時所需的空氣是平時的100倍。目前只有AIR能滿足其需求，因此守護著阿卡西亞全套菜單中的沙拉-AIR。
因小松成功料理AIR，使得馬王吸到足夠的空氣而順利產子。為了報答小松等人，主動清空了第八大陸通往人間界的通道。以赫拉克噴息一擊解決了阿卡西亞惡魔。接受狼王呼喚前來。於381話被NEO打成重傷，儘管吃下了GOD，但是因為先前產子消耗太多體力，復原速度不如以往，最後才因為CENTER的治癒回復原樣，但卻因這場敗仗而面臨隱退危機。
身長：30000公尺/身高：22000公尺
體重：2兆噸
捕獲等級:6200
基本技-馬王吐息、滅絕之呼吸
- 「猿王」班比納（ バンビーナ ）

棲息在第七大陸「山之大陸」百G山的八王，平時用類似外套的表皮抑制自己的力量。八王中的狂暴搗蛋鬼，因喜好惡作劇且極端好戰被世人稱之為八王中的問題兒童。原名為班比諾的猿王為了紀念去世的戀人雌猿而改名成班比納，猿王本身的睾丸就是阿卡西亞全套菜單裡的湯料理-PAIR。
其實一開始PAIR並非猿王的睪丸，而是因初代猿王將產出PAIR的泉水飲至枯竭之後，至此以後PAIR變為猿王的睪丸。
體型與人類相若，為八王中最嬌小的。可是在嬌小的軀體內，卻擁有驚人的力量。外皮形態的掃尾便可以把一座山削平；真身形態時，自身的力量也相應提升，其影響的範圍足以把位於外太空的人造衛星一分為二。
接受泰利、克茵、基斯的請求，而作為四天王三寵的師父，在異空間中指導牠們。跟阿卡西亞惡魔狂舞時，卻因為實力的強大而悲痛此惡魔也無法與之共舞。在馬王吐息打穿地層使第八大陸與第七大陸之間形成通道，感受到馬王強大的猿王便驚喜的要與馬王相遇。在接受狼王的呼喚後，坐在馬王的頭上前來。見到阿卡西亞時便揍飛它。試圖阻止阿卡西亞進食GOD，被阿卡西亞揍飛並喪失一顆眼睛。但相對也進入真身形態並用尾巴纏住阿卡西亞予以回擊。於380話被NEO打成重傷，吃下GOD之後儘管可以繼續戰鬥，但因為實力差距又再次遭NEO重創，最後因為CENTER的治癒回復原樣，但卻因這場敗仗而面臨隱退危機。
身高：1.5公尺/體重：25噸
捕獲等級：6000
基本技-猿舞
- 「鯨王」沐恩（ ムーン ）

棲息於第六大陸「海之大陸」黑色三角-美食界前十危險地的海之八王。是隻上半身被類似月球的隕石所包覆，本身為能將一切光線跟物質吞噬並使其進入食靈之界的黑洞鯨。真身為一隻純白的四眼鬚鯨。對牠來說阿卡西亞全套菜單中的魚料理-ANOTHER是最佳美食。而最近因地球的胎動(GOD的到來)而甦醒，迫使其他八王(除了猿王)也展開行動。
八王實力最強者。鯨王所擁有的超重力吸引，連光線都無法逃脫，才會使得黑色三角常年處於黑暗之中。在咚·史萊姆告知下得知，被鯨王沐恩所吞下的食材，全都會轉變成「食靈」，然後把它們吐進魂界中，供食慾食用。接受狼王呼喚前來，打算吞噬周遭所有事物，卻被阿卡西亞重擊而打破了包覆在上半身的隕石而獻出真身。將吞入NEO的母王蛇吞入自己身體，並躍出水面要龍王迪羅烏斯攻擊自己以阻止NEO逃離食靈之界，但是在龍王攻擊前，身體被NEO從體內炸裂，吃下GOD之後儘管可以繼續戰鬥，但因為實力差距又再次遭NEO重創，最後因為CENTER的治癒回復原樣，但卻因這場敗仗而面臨隱退危機。
身長：10,000公尺 / 身高：2500公尺
體重：1.5兆噸
捕獲等級：6600
基本技-超重力、魂之世界·白色洞窟
- 「鹿王」天空鹿（ スカイディア ）

其名不詳。棲息於第五大陸「森之大陸」的八王。為八王中性格最溫和者，背負並守護美食界第一食材寶庫的「食域森林」裡的阿卡西亞全套菜單中的肉料理-NEWS。
生氣起來極為可怕，所以寄宿在牠的犄角上森林的生物都為避免惹惱鹿王，而總是全力對付入侵者，以求在最短時間內結束戰鬥。製造出的裏空間可讓欲消滅的生物經過每秒如千年的時間流逝使生物體衰老而崩壞。接受狼王呼喚前來。將阿卡西亞困於異空間內，並將牠犄角上的原生種派過去對付阿卡西亞，意想不到的是裏空間的時間流逝反而讓NEO到達足以演化的時間進展超前了，從而讓NEO提前進化，並反遭重創，在吃下GOD之後儘管可以繼續戰鬥，但因為實力差距又再次遭NEO重創，最後因為CENTER的治癒回復原樣，但卻因這場敗仗而面臨隱退危機。
身長:60000公尺/身高：10000公尺
體重：8兆噸
捕獲等級：6450
基本技-千年裏世界
- 「蛇王」女王巨蛇（ マザースネーク ）

其名不詳。棲息於第四大陸有美麗的浮游庭院之稱「美食之園」的八王。據說長度可以環繞地球一周，在太古時期在經過第六大陸上空時，留下了強勁的母王旋風堵了進入第六大陸的空路，有人推測是當時和鯨王戰鬥時所留下的「戰痕」。守護阿卡西亞全套菜單甜點-EARTH。
已吞噬阿卡西亞惡魔並成功消化，順便在外太空捕食。接受狼王呼喚前來。將NEO吞入自己身體，但是其消化液對NEO而言只是強勁的碳酸果汁，遭其瞬間反噬,在NEO從自己身體衝出來之前，衝入鯨王肚子，據特瑞科所猜測，原本似乎已經無法復原，但最後因為CENTER的治癒而回復原樣，但卻因這場敗仗而面臨隱退危機。
身長:22萬公里/身高：2500公尺
體重：1.5京噸(1.5萬兆噸)
捕獲等級：6310
基本技-蛇王的消化牢、硬質化
- 「鳥王」帝王烏鴉（ エンペラークロウ ）

其名不詳。棲息於第三大陸「雲之大陸」的八王。光是揮動翅膀既能引發劇毒龍捲，被鳥王的陰影覆蓋的生物會無法思考並且消逝。守護位於天空之橋「智慧熱橋」的阿卡西亞全套菜單中的飲料-ATOM。
從口中吐出像太陽般的火球，以鳥王之影抹殺阿卡西亞惡魔的存在。接受狼王呼喚前來，用鳥王之影企圖抹殺NEO，但被NEO透過發光蛋白質所摻生出更強勁的光芒反擊並遭吞噬左半身。雖然吃下了GOD，但是因為身體的一部分被NEO吞噬，因此復原還是很困難，但最後因為CENTER的治癒而回復原樣，但卻因這場敗仗而面臨隱退危機。
身長：3000公尺/體重：2500萬噸
捕獲等級：6000
基本技-鳥王之影
- 「狼王」吉內斯（ ギネス ）

棲息於第二大陸「起源大陸」的八王。是曾在太古時代將數隻曾把將森林草木啃食殆盡的巨型食草獸「死亡加勒」全數殲滅的戰鬥狼。守護阿卡西亞全套菜單中的主菜-GOD。在特瑞科覺醒的嗅覺之下現出真身，並且得知之前與其交戰的戰鬥狼並非狼王吉內斯。
為次郎在小時候的養父，曾捕獵無數紅魈以餵養次郎。
先以「狼王的探索」（ギネスサーチ）奪去了阿卡西亞惡魔的靈魂，之後一腳踩碎了牠。
數百年前與養子暴獸二狼形態的次郎交戰，並且被對方拔去一根牙齒。次郎死後曾為他哀嚎。為阻止阿卡西亞食用GOD，呼喚其他八王前來第二大陸。試圖重擊阿卡西亞卻被它奪去前腳，但也狠咬阿卡西亞的手臂並狂甩，在吃下GOD之後儘管可以繼續戰鬥，但因為實力差距又再次遭NEO重創，最後因為CENTER的治癒回復原樣，但卻因這場敗仗而面臨隱退危機。
身長：100公尺/身高：55公尺
體重：20000噸
捕獲等級：6550
基本技-狼王的探索、狼王的探索加強版
- 「龍王」迪羅烏斯（ デロウス ）

棲息在美食界第一大陸「第0區」的八王。傳說活了一萬年，並在一生中只會長一顆牙的最強之龍，守護阿卡西亞全套菜單中的前菜-CENTER。
小松的菜刀就是由龍王之牙的化石所打造而成。接受狼王的呼喚並飛往起源大陸與其他八王會合。其異次元鐳射能不被NEO的吞噬所影響，從而對阿卡西亞造成有效的攻擊，但因為後來與阿卡西亞合而為一的NEO之間的實力差距過大，而遭NEO重創，最後因為CENTER的治癒回復原樣，但卻因這場敗仗而面臨隱退危機。
身長：4000公尺 / 體重：8000萬噸
捕獲等級：6590
基本技-異次元鐳射

### 四天王的寵物
絨毛·克洛斯
一只体型硕大的白色巨狼， 特瑞科的寵物
由细胞养育的克隆斗狼的孩子，在与恶魔大蛇的战斗中被生出来，也因为如此，虚弱的斗狼被GT机器人杀死。由于特瑞科替母斗狼报了仇，击退了GT机器。絨毛决定跟随特瑞科，成为了伙伴。
美食界中的传说级生物的八王之一狼王吉内斯的后代，属于斗狼一族。和祖先一样拥有强大的战斗基因，可以跳跃出130米远（一下跳过大裂缝的距离），牙齿的咬合力足以打出火花，身上的毛可以根据温度的冷暖来调节体温，所以可以和特瑞科到冰山地区和温度极高的热带。
絨毛的始祖生存在美食界，所以絨毛本身不爱人间界的食物。
后来特瑞科找到了生长在人间界的美食界食材BB爆米花（BB玉米），絨毛才算首次胃口大开。
漫画里曾经寄养在第一支部长十梦那里。
拥有强大的战斗基因，进入美食界后与女王（母王蛇）、吉斯（帝王乌鸦）一起在猿王班比纳处修行。
现在赶往第二大陆，与美食界斗狼族参与最终决战。
其捕获等级会随着成长而增加，预计目前捕获等级超过5000级，真实潜力无法估测。
克茵
由四天王之一的萨尼修行时从美食界带回的寵物，是一条被称为“万蛇之母”母王蛇的幼蛇。已证实为“八王”之一的后代。潜力不可估测。据特瑞科介绍其成年期时长度完全伸展可绕地球一周,由于只生活在美食界，即便人界也只有目击其身体的情报。因此有机会目睹头或者尾的人都被认为是幸运的人。成年后速度能达到流星般速度，战斗力不详，据说见到母王蛇脸的都进它肚子里了。
基斯
八王鳥王帝王烏鴉後代，庫克的寵物
被称为“天空首领”的灭绝种类。因为有着乌鸦特有的超高智能，因此若是驯养一番，亦能理解人类的命令。作为唯一一只存活下来的皇帝乌鸦，KISS也是可可最重要的家庭成员，由雏鸦开始便被可可养育。虽说属于灭绝种类，但仍有传言说，皇帝乌鸦至今仍存在于“美食界”的某处。此说法真伪不定。

### 四獸
喜歡吞噬人類的美食界怪物。由尼特羅於數十萬年前製造，實際作用是掠奪人類使其中少部分成為奴隸。本體為一個，有四個分身，分別從東、南、西、北四個方向入侵人間界。
- 牙王

特瑞科的捕獵對象
- 死亡邀請者

可可的捕獵對象
- 章魚王金剛

薩尼的捕獵對象
- 火山龜

賽普拉的捕獵對象

### 七獸
生長在第六大陸的強大猛獸，實力能與「第六大陸」統治者「鯨王沐恩」勉強抗衡，346話得知製造能唯一帶入魂界的廚具「金之七種料理廚具」的素材正是取自於這七獸的部位。347話得知在七獸身上獲得製作廚具的素材數量必須花上地上時間10年才行。
| - 「鮫王」電擊鮫 其牙齒正是金之料理廚具中菜刀的素材。 - 「龜王」潘朵拉 其身上的岩石正是金之料理廚具中鍋子的素材。 捕獲等級: 4810 - 「瑚王」珊瑚雷姆 其身體正是金之料理廚具中砧板的素材。 - 「鱗王」亞特蘭提斯 其鱗片正是金之料理廚具中平底鍋的素材。 | - 「章魚王」八岐章魚大蛇 其腳正是金之料理廚具中湯杓的素材。 - 「海王」海洋 其皮膚正是金之料理廚具中圍裙的素材。 - 「貝王」巨型蚌殼 其體內的礦物質正是金之料理廚具中鍋鏟的素材。原先其為ANOTHER逃離鯨王吞食的避難所，後因ANOTHER超越光速進入魂界後，牠的體內產生出扭曲空間，變為裏世界。 |

### 宇宙生物
- 宇宙猛獁象

有太陽那麼大的美味之象,是群起行動的。
- 宇宙太攀蛇

捕獲等級53萬，作者致敬弗利沙的數字。

### 其他生物
| 基本技   |
| -------- |
| 潛水模式 |

| 基本技   |
| -------- |
| 自截模式 |

| - 虎雞 - 螃蟹巴士 - 觔斗雲便便 - 熱龜球 - 神槍手翻車魚 - 戰艦河豚 - 居家海象 - 潛水艇鰤魚 | - 達摩駿馬 - 力奇 - 侏儸長頸龍 - 波奇可 - 蠍魔牛 - ポチ - 利木津水母 - 四獸 | - 重槌惡魔獸 - 透影 - 布拉加龍 - 傑克 - 鹼水獸：名叫哥雷姆。 - 大爆炸鯊魚 - 歐克帕魯德 - 拉夏 |